# Frankfurt (Oder)

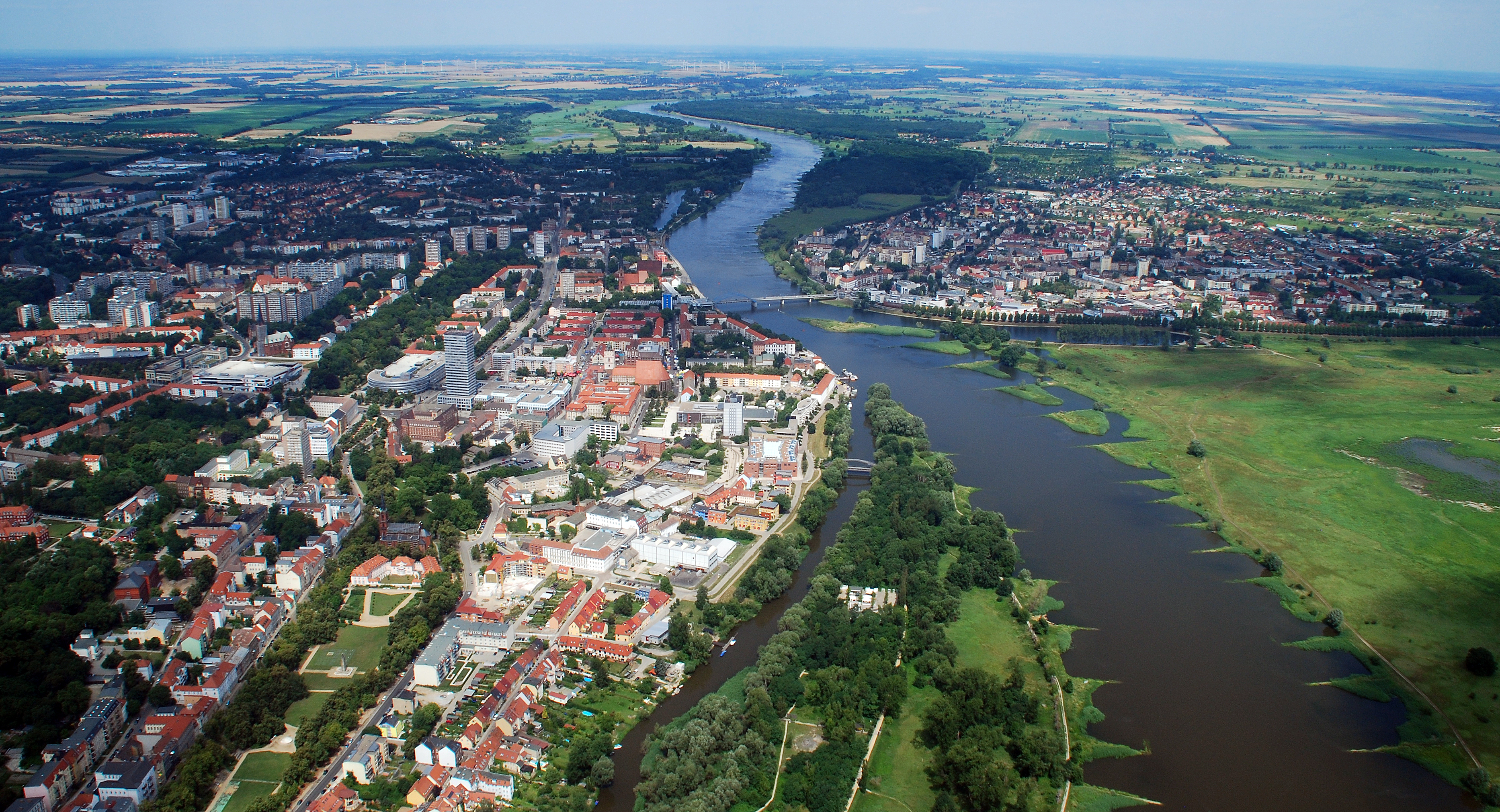
Luftaufnahme von Frankfurt (Oder) und Słubice von Süden

Frankfurt (Oder), genannt auch Frankfurt an der Oder, ist eine kreisfreie Stadt mit 57.107 Einwohnern (31. Dezember 2024) im Land Brandenburg. Die Mittelstadt liegt am Westufer der Oder und ist Grenzort zur Republik Polen. Die polnische Nachbarstadt Słubice entstand 1945 aus dem Frankfurter Stadtteil Dammvorstadt. Seit 1999 führt Frankfurt die Zusatzbezeichnung „Kleiststadt“ nach ihrem berühmtesten Sohn Heinrich von Kleist. Mit der Neugründung der Europa-Universität Viadrina 1991 ist Frankfurt (Oder) wieder eine Universitätsstadt.

## Name
Frankfurt (Oder) erhielt 1253 unter dem Namen Vrankenforde das Stadtrecht. Weitere frühere Namensformen waren Frankenforde und Francfurd bzw. Franckfurde. Der Ursprung dieses Namens ist nicht sicher. Deutsche Kaufleute wurden in dieser Zeit gemeinhin „Franken“ genannt. Das könnte die Erklärung für den ersten Teil des Namens der Marktsiedlung sein. Eine Furt bezeichnet eine Untiefe im Fluss, an der man das Gewässer zu Fuß, zu Pferd oder mit Fahrzeugen durchqueren kann. Eine flache Stelle in der Oder gibt es bei Frankfurt jedoch nicht. Bei der späteren Bezeichnung Franckfurt an der Oder (1706) wird eine Namensübertragung von Frankfurt am Main angenommen. Heutzutage existieren neben der amtlichen Bezeichnung inoffizielle Namensformen wie Frankfurt/Oder oder Frankfurt/O. Als Abkürzungen sind Ffo oder FFO gebräuchlich.
Von Einheimischen wird der amtliche Name umgangssprachlich zu „Frankfurt“ verkürzt, ansonsten als „Frankfurt Oder“ ausgesprochen. Bei Auswärtigen findet dagegen in Anlehnung an Frankfurt am Main oft die Variante „Frankfurt an der Oder“ Verwendung.

## Geographie

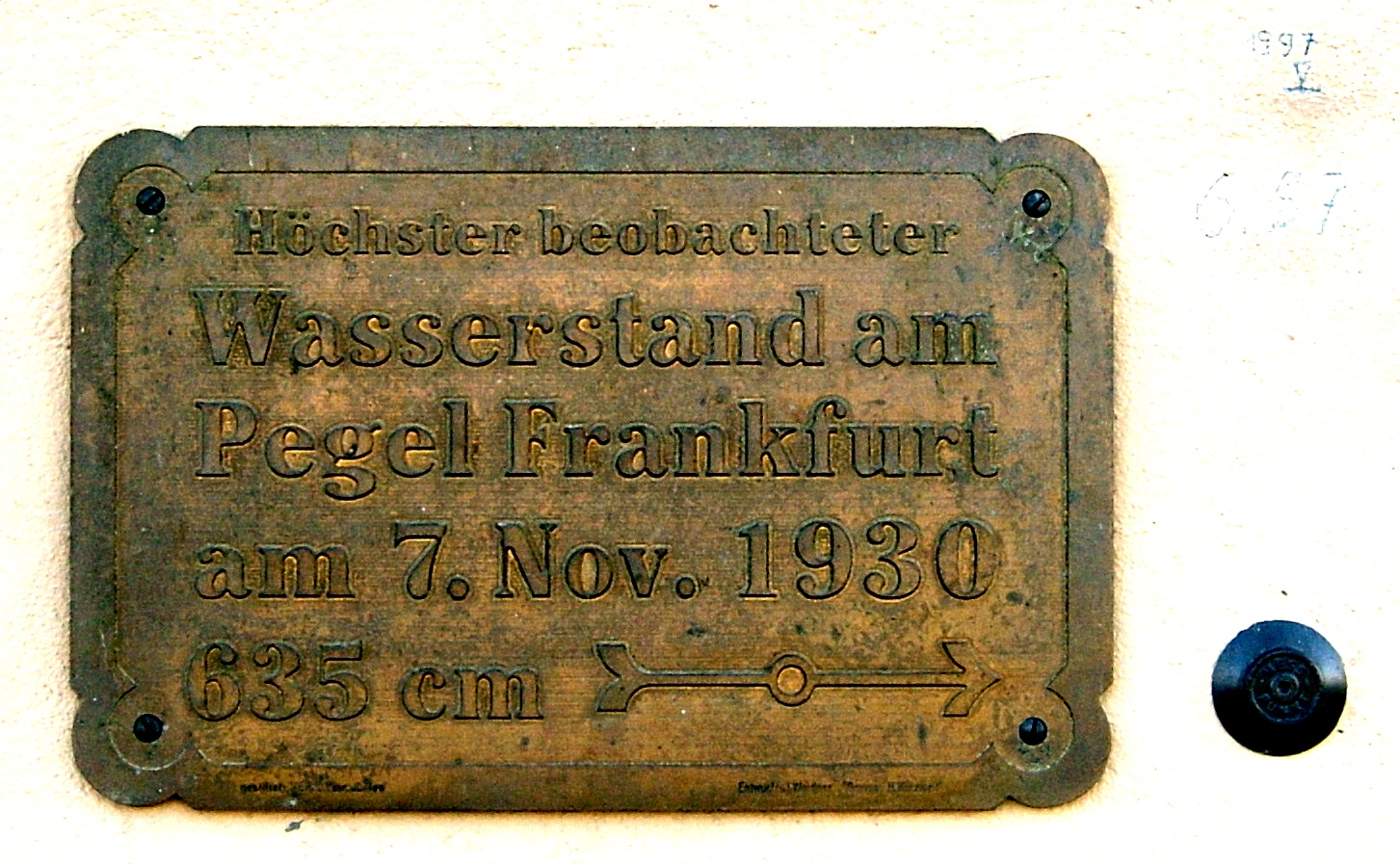
Pegelmarke an der Oderpromenade

Frankfurt liegt im Osten Deutschlands, im Süden der Landschaft Lebus. Im Norden grenzt es an den Landkreis Märkisch-Oderland, im Süden und Westen an den Landkreis Oder-Spree.
Die Oder bildet die östliche Stadtgrenze und zugleich die deutsche Staatsgrenze zu Polen. Auf dem anderen Ufer des Flusses befindet sich Słubice, das aus dem ehemaligen Frankfurter Stadtteil Dammvorstadt hervorgegangen ist.
Die Stadt liegt in der brandenburgischen Auen-, Wald- und Seenlandschaft auf 22 bis 56 m ü. NHN; die Stadtmitte liegt auf etwa 27 m ü. NHN. Höchste Erhebung sind die Hirschberge mit 135 m ü. NHN. Der 250 Hektar große und 56,63 Meter tiefe Helenesee liegt inmitten von märkischen Kiefernwäldern und ist ein beliebtes Freizeitgebiet. Wegen der interessanten Bodenbeschaffenheit ist dieser See bei den Tauchern sehr beliebt. Der Helenesee entstand aus einem früheren Braunkohletagebau, dem sogenannten Helene-Schacht. Ihm angrenzend befand sich der Katja-Schacht. Beide Schächte wurden in den 1960er Jahren geflutet und sind heute durch einen Kanal verbunden.
Die Stadt hat eine Nord-Süd-Ausdehnung von etwa 14 Kilometern und eine Ost-West-Ausdehnung von 10,5 Kilometern. Der Umfang des Stadtgebietes beträgt 66,8 Kilometer.

### Schutzgebiete
Im Stadtgebiet befinden sich sieben ausgewiesene Naturschutzgebiete (Stand Februar 2017).

### Geomorphologie
Frankfurt liegt im Grundmoränengebiet des Warschau-Berliner-Urstromtals.

### Stadtgliederung

1: Stadtmitte, 2: Gubener Vorstadt, 3: Obere Stadt, 4: Altberesinchen, 5: Neuberesinchen, 6: Güldendorf, 7: Lossow, 8: Lebuser Vorstadt, 9: Hansaviertel, 10: Klingetal, 11: Kliestow, 12: Booßen, 13: Nuhnenvorstadt, 14: Rosengarten/Pagram, 15: Lichtenberg, 16: Süd, 17: Markendorf, 18: Markendorf-Siedlung, 19: Hohenwalde
I: Stadtmitte, II: Beresinchen, III: Nord, IV: West, V: Süd

Das Gebiet der Stadt Frankfurt (Oder) wird in fünf Teile gegliedert; Zentrum mit den Stadtteilen Stadtmitte, Gubener Vorstadt und Obere Stadt; Beresinchen mit den Stadtteilen Altberesinchen und Neuberesinchen und den Ortsteilen Güldendorf und Lossow; Nord mit den Stadtteilen Lebuser Vorstadt, Hansaviertel und Klingetal und den Ortsteilen Kliestow und Booßen; West mit dem Stadtteil Nuhnenvorstadt und den Ortsteilen Rosengarten/Pagram und Lichtenberg und Süd mit dem Stadtteil Süd und den Ortsteilen Markendorf, Markendorf-Siedlung und Hohenwalde.

### Nachbargemeinden
Frankfurt (Oder) grenzt (im Uhrzeigersinn, von Norden beginnend) an Treplin, Lebus (beide im Landkreis Märkisch-Oderland), Słubice (Polen), Brieskow-Finkenheerd, Groß Lindow, Müllrose, Briesen (Mark) und Jacobsdorf (alle im Landkreis Oder-Spree).

### Klima
Die durchschnittliche Jahrestemperatur beträgt im langjährigen Mittel 10,6 °C bei einer Sonnenscheindauer von 1.860 Stunden.
Die durchschnittliche Temperatur beträgt im Januar 1,3 °C. Im Juli beträgt die Temperatur im langjährigen Mittel 19,7 °C. Im August beträgt die Temperatur im langjährigen Mittel 20 °C und die Niederschlagsmenge 37 mm. Die Sonnenscheindauer beträgt hier knapp 245 Stunden. Im September liegt die mittlere durchschnittliche Temperatur bei 15,3 °C bei einer durchschnittlichen Niederschlagsmenge von 34 mm. Im Oktober beträgt die mittlere durchschnittliche Temperatur 10,1 °C bei einer mittleren Niederschlagsmenge von 47 mm. Durchschnittlich scheint die Sonne 110–120 Stunden. Im Oktober 2005 schien sie allerdings 180 Stunden. Frankfurt (Oder) war gemäß der Wetterbilanz des Deutschen Wetterdienstes im Jahr 2009 mit einer Niederschlagsmenge von 100 Millimeter innerhalb 24 Stunden (gemessen am 4. Juli 2009) der Ort in Deutschland mit den heftigsten Niederschlägen.
Der November bringt eine Durchschnittstemperatur von 5,6 °C. In zehn bis zwölf Nächten kommt es zu Frost. Mitte November ist erster Schneefall möglich, die Niederschlagsmenge liegt für den Monat im Durchschnitt bei 39 mm. Die Sonnenscheindauer beträgt 50–55 Stunden, an sechs bis acht Novembertagen muss mit Nebel gerechnet werden.
|                        | Jan  | Feb  | Mär | Apr  | Mai  | Jun  | Jul  | Aug  | Sep  | Okt  | Nov | Dez |   |      |
| Mittl. Temperatur (°C) | 1,3  | 2,8  | 5,0 | 9,7  | 14,4 | 18,6 | 19,7 | 20,0 | 15,3 | 10,1 | 5,6 | 4,2 | ⌀ | 10,6 |
| Mittl. Tagesmax. (°C)  | 3,7  | 6,3  | 9,5 | 15,2 | 20,2 | 24,6 | 25,8 | 26,3 | 21,3 | 14,4 | 8,5 | 6,5 | ⌀ | 15,2 |
| Mittl. Tagesmin. (°C)  | −1,4 | −0,4 | 0,4 | 3,2  | 7,2  | 11,8 | 13,3 | 13,0 | 9,5  | 6,1  | 2,5 | 1,6 | ⌀ | 5,6  |
|                        |      |      |     |      |      |      |      |      |      |      |     |     |   |      |
| Niederschlag (mm)      | 33   | 30   | 31  | 18   | 31   | 64   | 72   | 37   | 34   | 47   | 39  | 28  | Σ | 464  |
|                        |      |      |     |      |      |      |      |      |      |      |     |     |   |      |
| Sonnenstunden (h/d)    | 1,7  | 3,0  | 4,0 | 7,0  | 7,8  | 8,6  | 7,7  | 7,9  | 6,2  | 3,6  | 1,9 | 1,5 | ⌀ | 5,1  |
|                        |      |      |     |      |      |      |      |      |      |      |     |     |   |      |
| Regentage (d)          | 17   | 13   | 14  | 10   | 11   | 11   | 14   | 11   | 10   | 14   | 14  | 17  | Σ | 156  |

| −1,4 |

| −0,4 |

| 0,4 |

| 3,2 |

| 7,2 |

| 11,8 |

| 13,3 |

| 13,0 |

| 9,5 |

| 6,1 |

| 2,5 |

| 1,6 |

| −1,4 |

| −0,4 |

| 0,4 |

| 3,2 |

| 7,2 |

| 11,8 |

| 13,3 |

| 13,0 |

| 9,5 |

| 6,1 |

| 2,5 |

| 1,6 |

### Gewässer
Frankfurt (Oder) liegt am Fluss Oder. Die Alte Oder und der Winterhafen entstammen dem ehemaligen Verlauf des Flusses und bilden dessen Seitenarme. Die Stadt Frankfurt (Oder) hat eine Wasserfläche von 577 ha und es gibt 98 Seen und Teiche sowie 178 Fließgewässer und Gräben.
Der niedrigste jemals gemessene Pegelstand der Oder waren 86 cm am 8. August 1950. Seit Beginn der Aufzeichnungen am 7. Oktober 1910 wurde der höchste Pegelstand beim Oderhochwasser 1997 mit 657 cm gemessen. Bis dahin waren 635 cm vom 7. November 1930 der Höchststand.

### Naturdenkmale
Auf dem Gebiet der Stadt Frankfurt (Oder) und seiner Ortsteile wurden am 21. Juli 1999 per Verordnung 84 Bäume und Baumgruppen der Arten Silber-Ahorn, Rotbuche, Europäische Eibe, Stieleiche (auch als Säuleneiche), Sumpf-Eiche, Wintergrüne Eiche (Quercus × turneri, Kreuzung aus Stieleiche und Steineiche), Schwarz-Erle, Ginkgo, Schwarzer Holunder, Edelkastanie, Gewöhnliche Rosskastanie, Sommerlinde, Weiße Maulbeere, Schwarz-Pappel, Silber-Pappel, Ahornblättrige Platane, Japanischer Schnurbaum, Flatterulme, Chinesische Weide (in Kulturform Korkenzieher-Weide), Silber-Weide (in Zuchtform Trauerweide), Eingriffeliger Weißdorn (in Form Rotdorn) und Europäischer Zürgelbaum, einer Hickory- und einer Kirschbaumart zu Naturdenkmalen erklärt.

## Geschichte

### Mittelalter

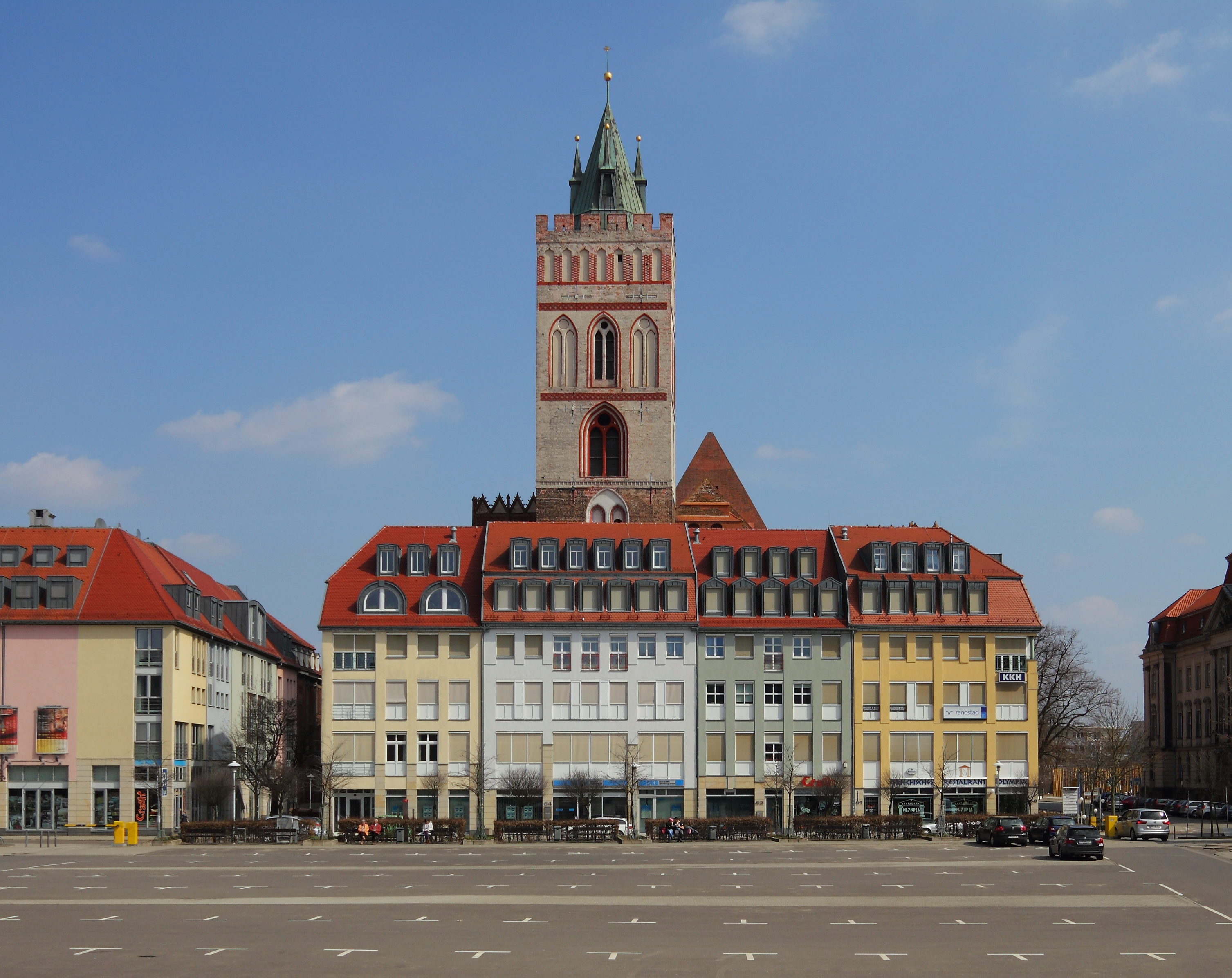
Die Marienkirche mit dem Brunnenplatz heute

Nach 1200 entwickelte sich auf einer Talsandinsel an einer schmalen Stelle der Oder eine Kaufmannssiedlung. Sie lag an der Kreuzung mehrerer Fernhandelsstraßen. Herzog Heinrich I. von Schlesien verlieh ihr 1225 das Markt- und Niederlagsrecht. Der Zuzug reicher Fernhändler aus Nordwestdeutschland und Flandern verstärkte sich.
Der Schultheiß Gottfried von Herzberg verhandelte mit Markgraf Johann I. auf der Burg Spandau über die Verleihung des Stadtrechts. Markgraf Johann I. stellte am Samstag, den 12. Juli 1253, die Urkunde zur Stadtgründung aus. Es sollte das Berliner Stadtrecht gelten, das vom Magdeburger Stadtrecht abgeleitet war. Am 14. Juli 1253, dem Montag darauf, wurde eine ergänzende Urkunde ausgefertigt. Diese Urkunde sicherte der zukünftigen Stadt „Vrankenvorde“ das alleinige Niederlagsrecht in ihrem Umkreis und mehr Land rechts der Oder zu.
Frankfurt wurde in den Akten der Lübecker Tagfahrt von 1430 als Teilnehmer genannt. Nur Mitglieder der Hanse durften an den Tagfahrten teilnehmen – folglich war Frankfurt spätestens seit diesem Jahr Mitglied der Hanse.
Hussiten brannten am 6. April 1432 die Gubener Vorstadt ab. Auch das Kartäuserkloster wurde an diesem Tag in Schutt und Asche gelegt. Ein Angriff auf die Stadt selbst am 13. April 1432 misslang.
Auf das Jahr 1454 ist der Fisch über dem südlichen Schmuckgiebel des Rathauses datiert, der wohl das Recht der „Höhung“ in den Heringsfässern symbolisiert.

### Frühe Neuzeit

Frankfurt an der Oder vom Uferrand der Haakwiesen gesehen. Anonym (wohl Johann Friedrich Nagel), um 1792

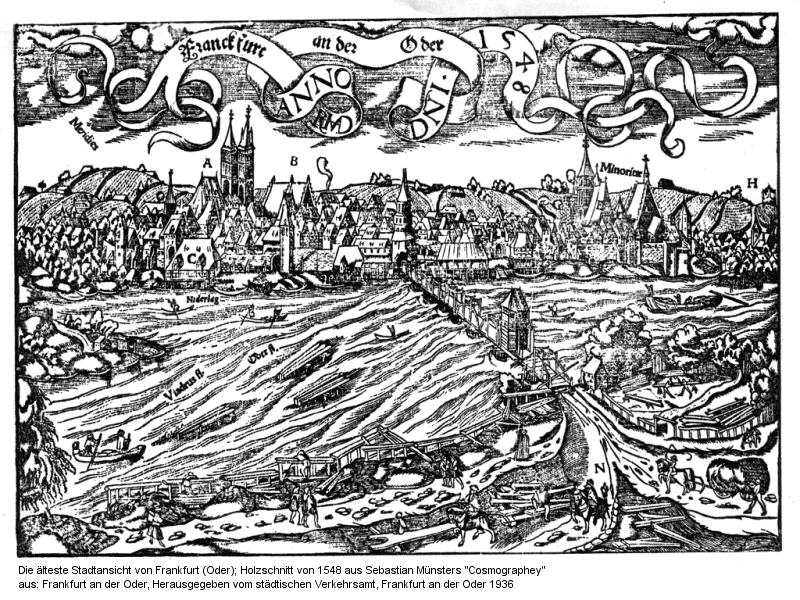
Stadtansicht von Sebastian Münster, 1548

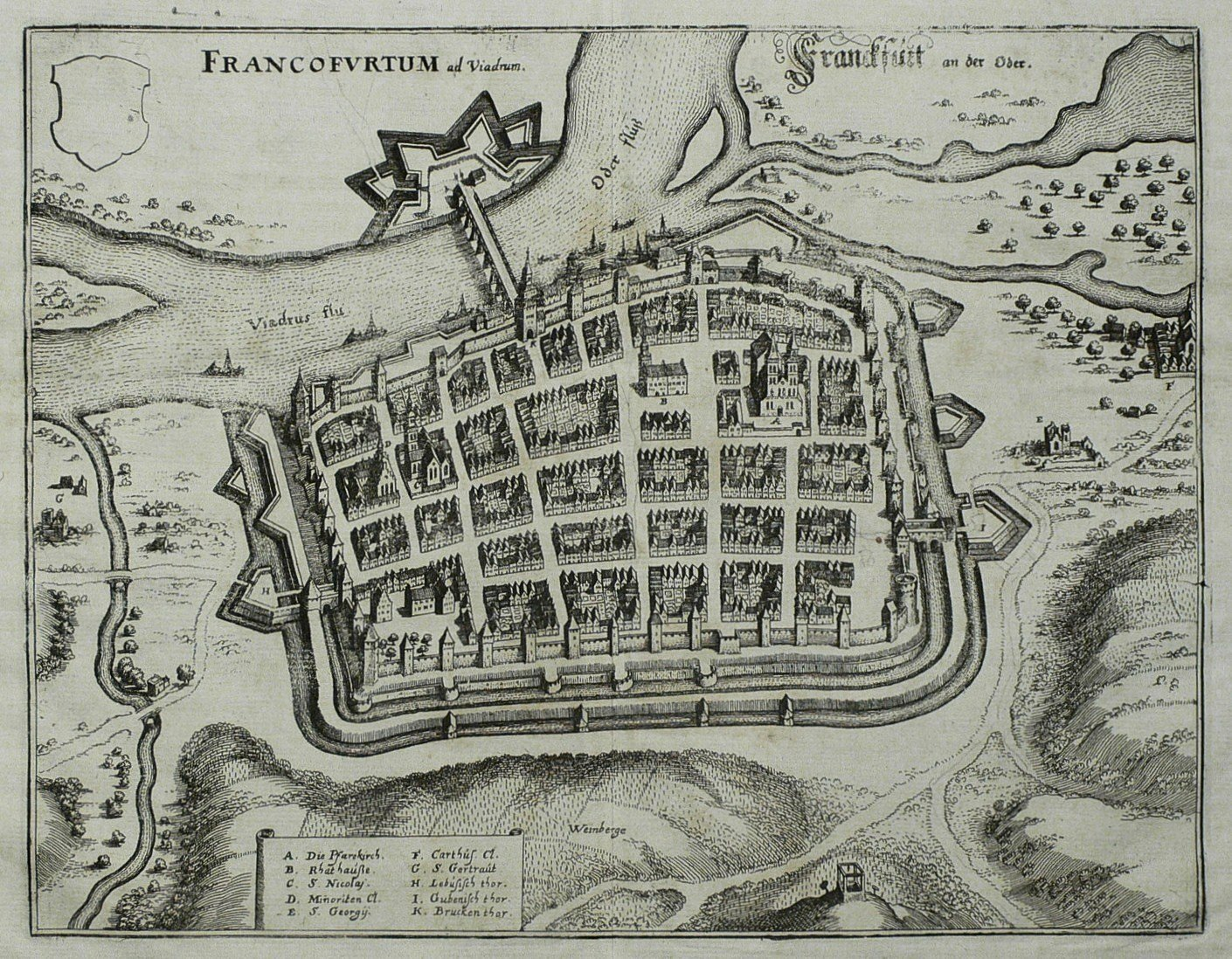
Matthäus Merian: Francofurtum ad Viadrum / Franckfurt an der Oder (1652)

Ende Januar 1506 begann mit der humanistischen Vorlesung des ersten „berufenen“ Lehrers Axungia der Lehrbetrieb an der Brandenburgischen Universität Frankfurt. Am 26. April fand in Anwesenheit des Kurfürsten Joachim I. und dessen Bruder Albrecht die feierliche Eröffnung statt. 950 Akademiker, unter ihnen der junge Ulrich von Hutten, fanden sich im ersten Jahr ein, mehr als an jeder anderen deutschen Universität bis dahin. Erster Rektor wurde der Leipziger Theologe Konrad Wimpina.
Martin Luther veröffentlichte 1517 in Wittenberg seine Thesen, die sich auch gegen Albrecht von Brandenburg, inzwischen Erzbischof von Magdeburg und Mainz, richteten. Die brandenburgische Universität reagierte mit einer Disputation am 20. Januar 1518 vor 300 Ordensbrüdern. Die dafür von dem Dominikaner und späteren Ablassprediger Johannes Tetzel eingereichten Antwortthesen hatte jedoch Konrad Wimpina geschrieben. Sie wurden von der Versammlung gebilligt und Luther galt damit als widerlegt. Im Folgenden wandten sich viele Studenten von Frankfurt ab und zogen nach Wittenberg. Im gleichen Jahr schied auf Wunsch des Kurfürsten Joachim I. Frankfurt förmlich aus der Hanse aus.
1535 wurde in Frankfurt die erste bürgerliche Musiziergemeinschaft Deutschlands convivium musicum durch Jodocus Willich gegründet. In ihr beschäftigten sich zwölf Personen mit weltlicher Musik und diskutierten dabei musikalische Fragen.
Im Oktober 1536 hielten die Hohenzollern in Frankfurt einen Familientag ab, auf dem Pläne konkretisiert wurden, verwandtschaftliche Verbindungen mit der schlesischen Linie der Piasten herzustellen.
1548 erschien die älteste Stadtansicht von Frankfurt (Oder) in Sebastian Münsters „Cosmographia“.
Der Dreißigjährige Krieg erreichte die Stadt erstmals im April 1626, als das von Wallenstein bei Dessau geschlagene Heer Peter Ernsts II. von Mansfeld durch die Stadt in Richtung Osten flüchtete. Daraufhin forderte Kurfürst Georg Wilhelm die märkischen Stände auf, ein stehendes Heer aufzustellen. Mit der Aufstellung von 3.000 Mann Fußvolk wurde Oberst Hillebrand von Kracht beauftragt. Am 1. Mai wurden hierfür „an den Vogelstangen nahe dem Carthaus“ (dem heutigen Anger) neun Kompanien zu Fuß gemustert. Dieses Ereignis galt als Gründung der 4. Grenadiere und wird als Gründung des preußischen Heeres überhaupt angesehen.
Nachdem der schwedische König Gustav Adolf im Juli 1630 mit einem Heer an der pommerschen Küste gelandet war, griff er Frankfurt im Sommer 1631 an, um den brandenburgischen Kurfürsten Georg Wilhelm in ein Bündnis mit ihm zu zwingen. Die Stadt wurde einige Tage belagert und dann folgte in der Schlacht von Frankfurt die Erstürmung und Plünderung der Stadt unter großen Verlusten für die Verteidiger.
Im Laufe des Dreißigjährigen Krieges hatte sich die Einwohnerschaft von etwa 12.000 auf 2.366 verringert. Wirtschaftlich konnte sich die Stadt von den erpressten Kriegskontributionen nicht mehr erholen. Doch nach Beendigung des Dreißigjährigen Krieges 1648 gewann die Universität wieder an Bedeutung, 250 Studenten waren in jenem Jahr immatrikuliert.
Matthäus Gottfried Purmann führte 1668 in Frankfurt die erste erfolgreiche Bluttransfusion auf deutschem Boden vom Lamm auf einen Menschen durch.
Im Siebenjährigen Krieg besetzte Ende Juli 1759 eine russische Vorhut unter General de Villebois die Dammvorstadt. Die kleine Garnison unter Major von Arnim zog nach kurzer Beschießung ab. General de Villebois forderte der Stadt 600.000 Thaler Kontributionen ab. Die später eintreffenden Österreicher stellten die gleiche Forderung. Dank des Verhandlungsgeschicks des Oberbürgermeisters Ungnad wurde die Gesamtforderung auf 100.000 Thaler reduziert. Am 12. August 1759 erlebte Friedrich II. seine schwerste Niederlage in der Schlacht bei Kunersdorf auf der östlichen Oderseite unweit Frankfurts. Die preußische Armee unterlag den vereinigten Russen und Österreichern. 19.000 Mann fanden den Tod; unter ihnen Ewald Christian von Kleist.
Am 28. April 1785 brach während des Frühjahrshochwassers der Damm, die gesamte Dammvorstadt wurde überschwemmt. Einziges Todesopfer war Garnisonskommandant Leopold von Braunschweig, dessen Kahn auf dem Weg zu den Rettungsarbeiten umschlug.
Frankfurt hatte für den Handel zwischen Osteuropa und Deutschland nicht nur für den von Krünitz erwähnten Fellhandel zeitweilig eine erhebliche Bedeutung. Krünitz schrieb um 1800: „Die hiesigen [deutschen] Kürschner kaufen die ausländischen Pelze auf den Messen in Leipzig und in Frankfurth an der Oder. […] Auf der Messe in Frankfurth an der Oder finden sich vorzüglich pohlnische Juden ein, die unter andern mit ukrainischen Schaf-Fellen handeln, und überdem zuweilen danziger, insgemein aber leipziger Rauchwerk-Händler“.

### 19. Jahrhundert

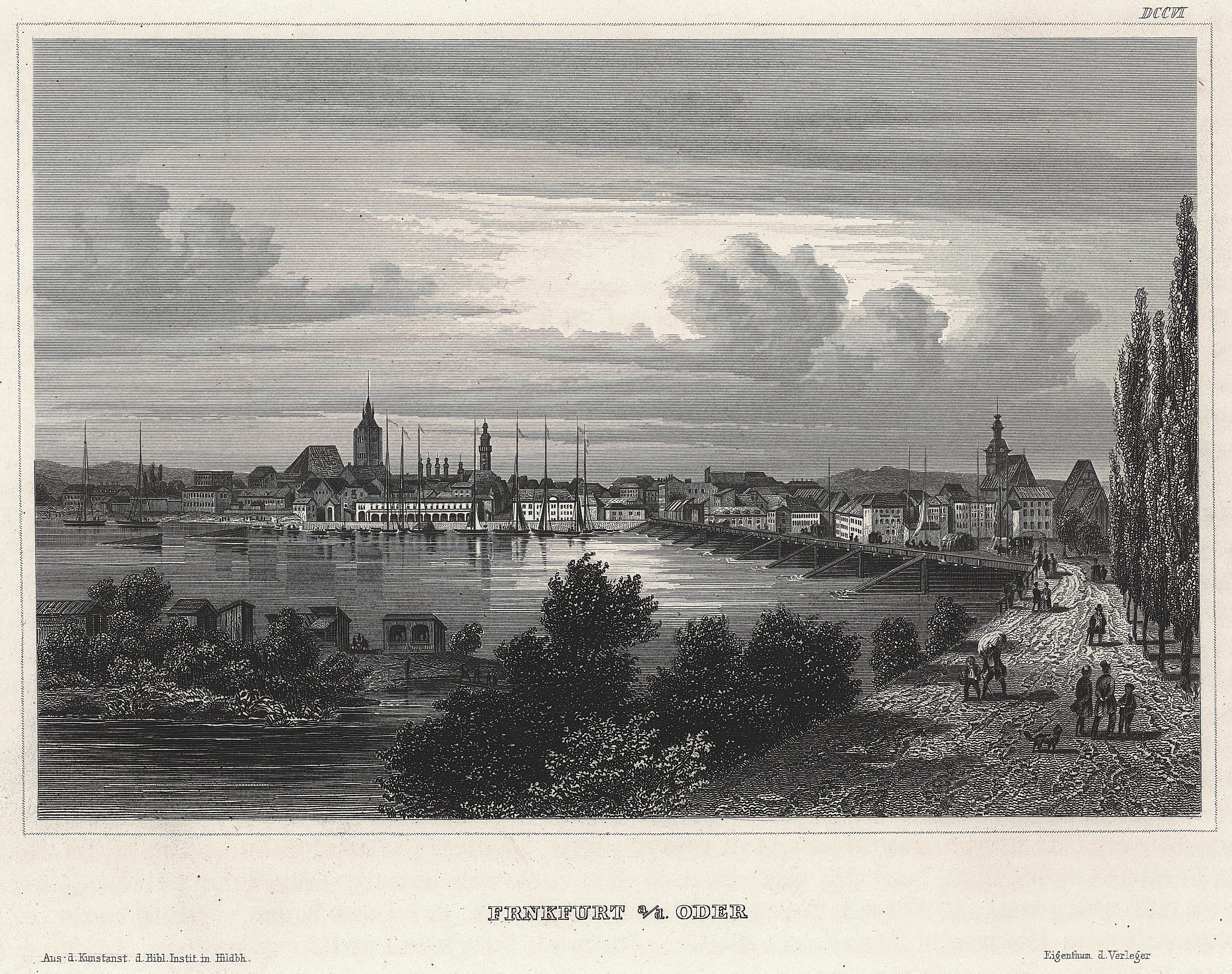
Blick auf Frankfurt (Oder) 1857

Anfang Februar 1811 erreichte die Frankfurter die endgültige Nachricht von der Verlegung der Universität nach Breslau. Grund war die im Vorjahr von Wilhelm von Humboldt eröffnete Universität zu Berlin. Am 10. August fand das Abschiedsfest der Studenten statt.
Als Ersatz für die Verlegung der Universität nach Breslau wurde Frankfurt zum 1. Januar 1816 Sitz der Regierung des neuen Regierungsbezirks Frankfurt und eines Oberlandesgerichtes.
Der 1816 gebildete Kreis Frankfurt setzte sich zusammen aus der Stadt Frankfurt sowie Gebieten, die bis dahin zum Landkreis Lebus und zum Kreis Sternberg gehört hatten, darunter die Vororte Carthaus, Kliestow, Booßen, Buschmühle, Lossow, Rosengarten, Schiffersruh, Tschetschnow und Ziegelei. In Frankfurt befand sich auch das Landratsamt für den Kreis Lebus.
Zum 1. Januar 1827 wurde der Kreis Frankfurt wieder aufgelöst. Die Stadt Frankfurt war seit 1827 wieder kreisfrei, blieb aber Kreisstadt des Kreises Lebus.
Am 22. Oktober 1842 fand die Einweihung der Bahnlinie Berlin – Frankfurt (Oder) der Berlin-Frankfurter Eisenbahngesellschaft statt. 1870 wurde die Bahnstrecke nach Posen mit der 444 Meter langen Eisenbahnbrücke über die Oder eröffnet.
1895 wurde die erste steinerne Oderbrücke eingeweiht. Am Ausgang des 19. Jahrhunderts hatte Frankfurt an der Oder fünf evangelische Kirchen, eine katholische Kirche und eine Synagoge.

### 20. Jahrhundert

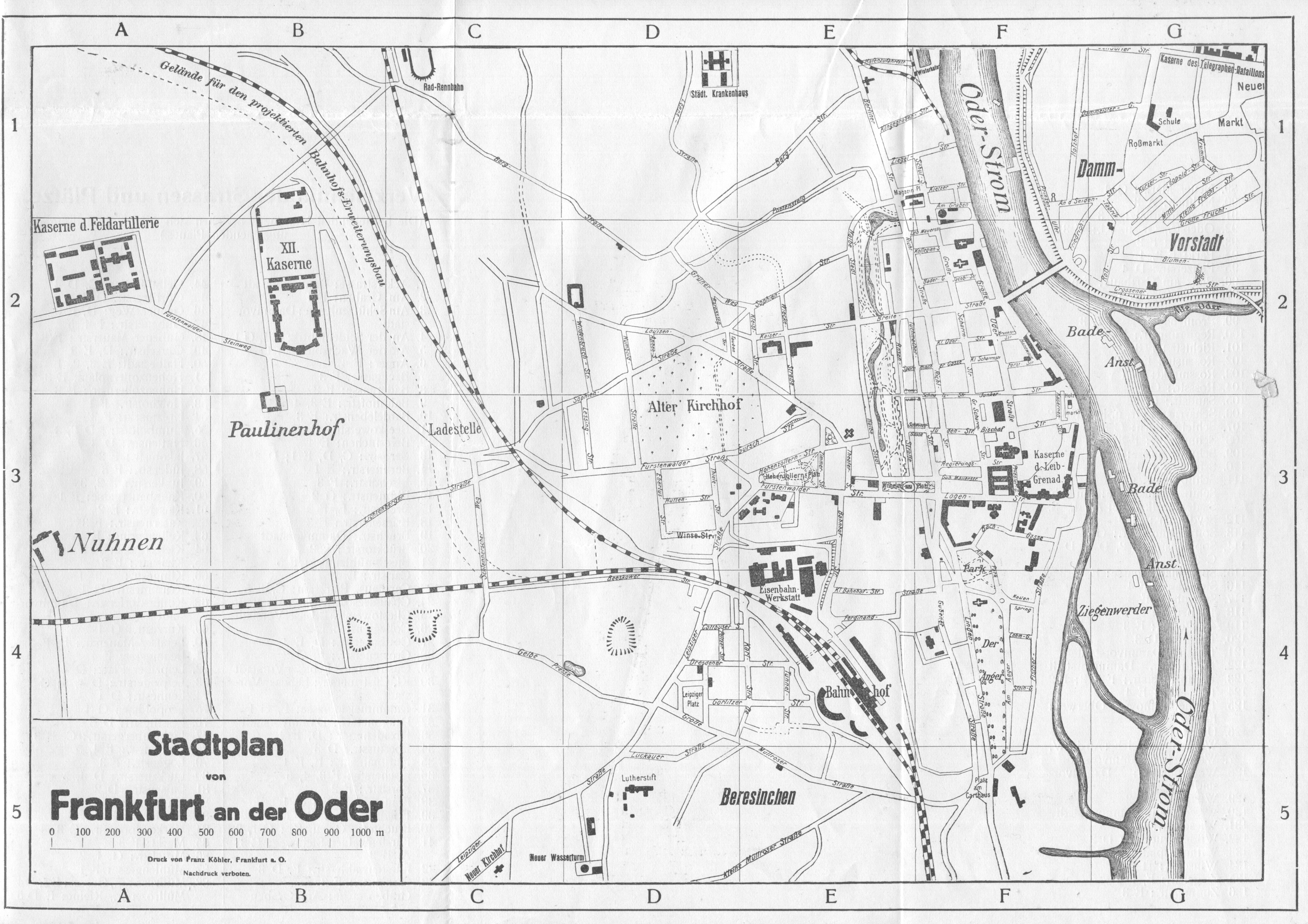
Stadtplan Frankfurt (Oder) von 1904

Das erste Flugzeug landete in Frankfurt am 19. August 1911 auf dem seit Anfang des Jahrhunderts ungenutzten Exerzierplatz Kunersdorf.
Aus den nach dem Ersten Weltkrieg an Polen gefallenen Gebieten Deutschlands kamen zwischen 1919 und 1926 8.254 Flüchtlinge nach Frankfurt. Der Verlust der Ostgebiete durch die Bildung Polens bedeutete für die Wirtschaft Frankfurts wegen des Wegfalls von Absatz- und Bezugsmärkten eine enorme Einbuße. Ebenso wurde der Verkehr beeinflusst. Im Vergleich zu 1913 waren 1928 40 % weniger Personentransport und über ein Drittel weniger Gütertransport auf der Bahnstrecke Frankfurt–Posen zu verzeichnen.
Vom 16. bis 24. Juni 1924 fand in Frankfurt die Ostmarkschau für Gewerbe und Landwirtschaft („Ogela“) statt, die fast 100.000 Menschen besuchten. Die Stadt erhoffte sich dadurch Impulse für die Ansiedlung von Industrie und gründete eine GmbH für das Projekt. Diese bereitete 250.000 m² Fläche in der Dammvorstadt vor, auf welcher die vier Hauptbereiche Gewerbeschau, Landmaschinenschau, Kleintierschau und Tierschau stattfinden sollten. Die Veranstalter waren mit der Veranstaltung trotz eines Verlustes von 100.000 Reichsmark zufrieden. Industriebetriebe wurden dadurch aber nicht angelockt.

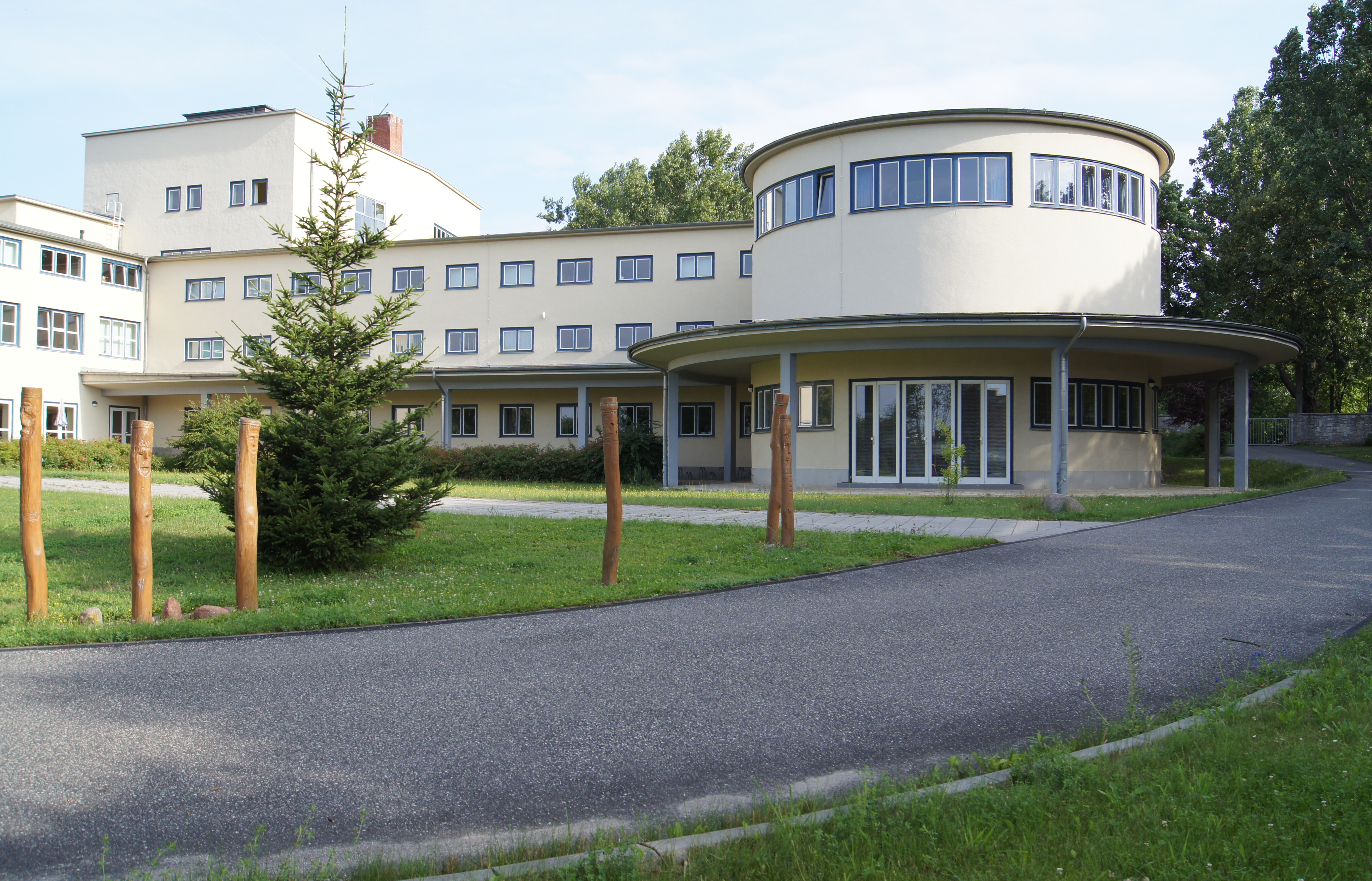
Pädagogische Akademie Frankfurt (Oder) 1931

Am 1. April 1930 wurde der Neubau der staatlichen Baugewerkschule (Höhere Technische Staatslehranstalt für Hoch- und Tiefbau) eingeweiht.
Ebenso erfolgte ab 1931 ein Neubau für die neue Pädagogische Akademie Frankfurt (Oder), die aus Spargründen bereits 1932 wieder geschlossen wurde, doch als Hochschule für Lehrerbildung 1934 wieder eröffnet wurde. Der Neubau in der Bismarckstr. 51/52 wurde 1935 eingeweiht.

#### Zeit des Nationalsozialismus
Die Nationalsozialisten sperrten ihre politischen Gegner (darunter den späteren Oberbürgermeister Willy Jentsch) ins historische Gerichtsgefängnis in der Collegienstraße, das von 1933 bis 1945 Gestapo-Gefängnis war.
1937 wurde die Autobahn nach Berlin eingeweiht.
Während der Novemberpogrome 1938 wurde die Inneneinrichtung der 1822 von der damals großen jüdischen Gemeinde erbauten Synagoge von Nationalsozialisten zerstört.

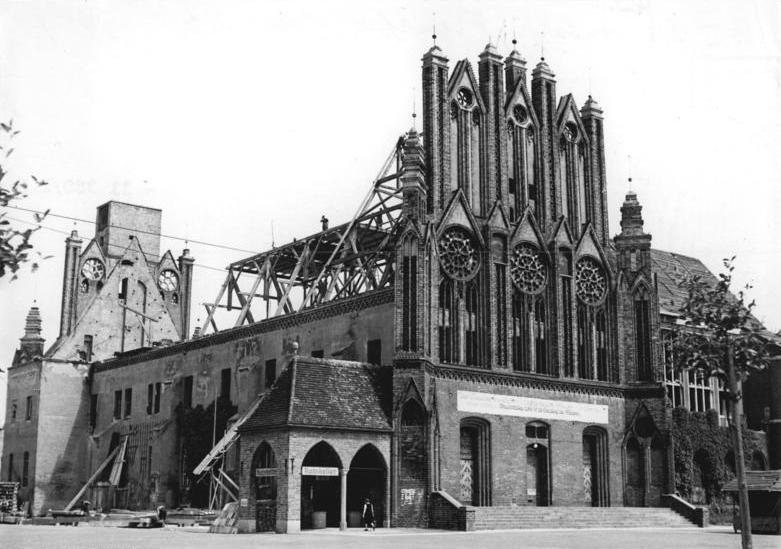
Das zerstörte Rathaus, 1951

Von Kriegshandlungen des Zweiten Weltkriegs blieb die Stadt – bis auf einen Angriff der britischen Luftwaffe Anfang 1944 – bis 1945 weitgehend verschont, da es kaum wichtige Industrie- oder Militäranlagen gab. Mit dem Beginn der Weichsel-Oder-Operation der sowjetischen Streitkräfte setzte eine große Flüchtlingswelle der Deutschen ein, welche auch durch Frankfurt (Oder) zog. Die Zahl der insgesamt durchziehenden Flüchtlinge belief sich auf 264.000 bis 300.000 Menschen. Die Stadt wurde am 26. Januar 1945 zur Festung erklärt. Am 19. April um 5:29 Uhr morgens wurde die Oderbrücke von der Wehrmacht gesprengt. Russische Fliegerangriffe fanden ab dem 20. April statt. Am Nachmittag des 21. April wurde der Festungsstatus aufgehoben und einen Tag später begann der Rückzug der Festungstruppen. Am 22. und 23. April flogen sowjetische Bomber weitere Angriffe. Dadurch kam es vor allem im Zentrum Frankfurts zu zahlreichen Bränden. Am Morgen des 23. April 1945 erreichten die ersten sowjetischen Einheiten Frankfurt. Durch das vorherige Bombardement und Brandstiftungen, welche in den folgenden Tagen einsetzten, wurde die Innenstadt zu 93 % zerstört. Am Abend des 24. April brannte der Turm der Marienkirche, das Gewölbe der Kirche stürzte Monate später ein. Heute besteht die Stadt noch zu fast 40 % aus Gebäuden von vor dem Zweiten Weltkrieg.
Zwischen 1933 und 1945 kamen tausende Frankfurter in Folge der nationalsozialistischen Diktatur zu Tode. Bis Ende 2022 wurden mehr als 180 von ihnen ein Stolperstein sowie auch ein Kopfstein gesetzt.

#### Sowjetische Besatzungszone / Deutsche Demokratische Republik

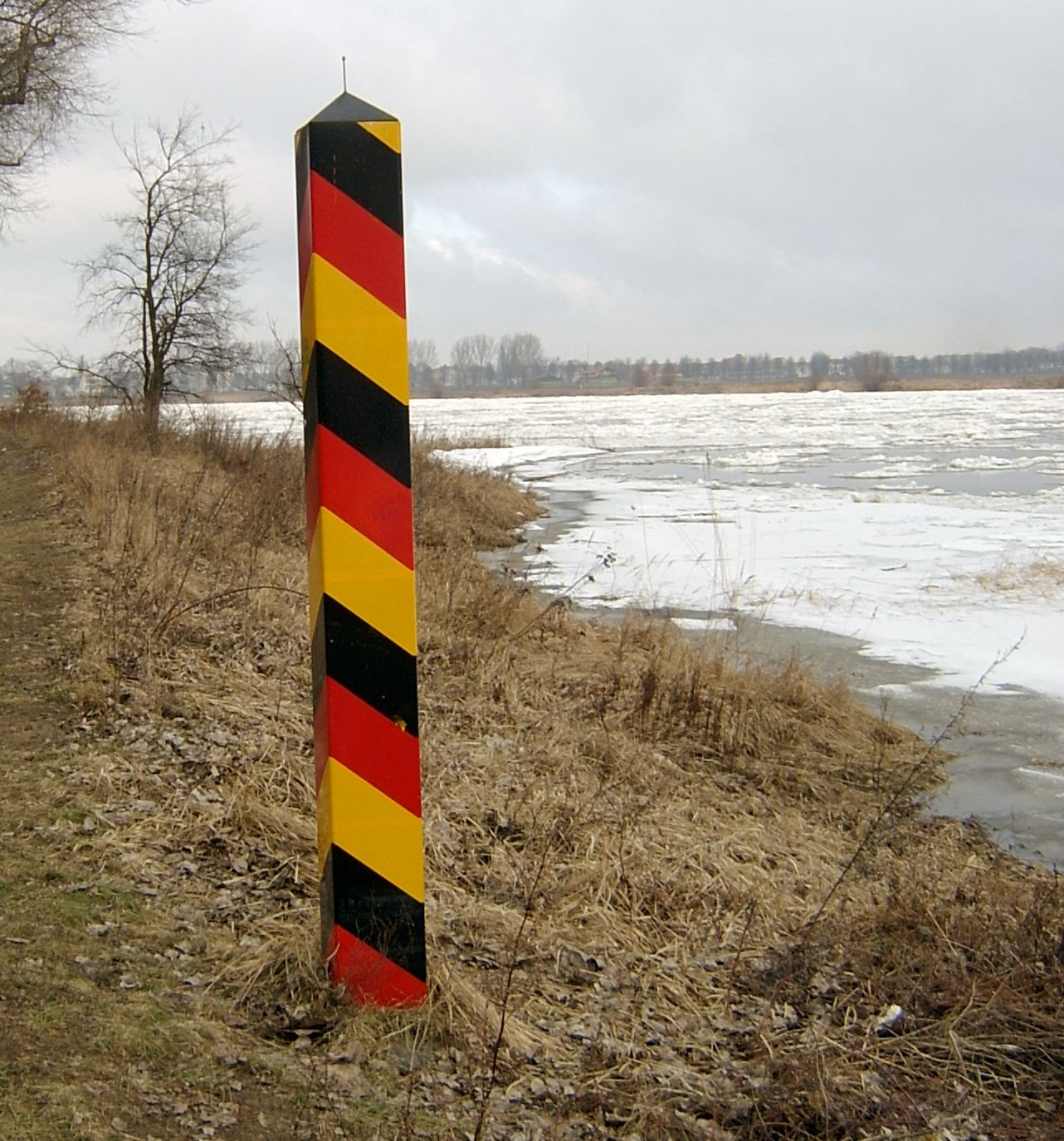
Deutscher Grenzstein an der Oder

Bereits 1945 wurde das Heimkehrerlager Gronenfelde – für ehemalige Kriegsgefangene und Vertriebene – errichtet. Noch im Mai 1945 wurde die Verbindung zur Dammvorstadt durch eine provisorische Brücke wiederhergestellt. Entsprechend dem Potsdamer Abkommen wurde Frankfurt Grenzstadt. Die Dammvorstadt wurde abgetrennt, innerhalb von zwei Tagen vollständig geräumt und unter polnische Verwaltung gestellt. Dort entstand die heutige polnische Nachbarstadt Frankfurts, Słubice. 1951 wurde in Frankfurt der Vertrag über die Markierung der Staatsgrenze der DDR zu Polen unterzeichnet (nach dem Görlitzer Abkommen 1950). Die Bundesrepublik erkannte diese Grenze bis 1970 (Warschauer Vertrag) nicht an, endgültig erst 1990.
Mit der Auflösung der Länder in der DDR wurde Frankfurt (Oder) 1952 Bezirksstadt. 1957 wurde die Autobahnbrücke über die Oder fertiggestellt. Das Stadtzentrum wurde in den 1950er und 1960er Jahren unter weitgehender Aufgabe des alten Stadtgrundrisses neu aufgebaut. Nur wenige historische Gebäude, wie zum Beispiel das Rathaus, wurden wiederhergestellt. In den 1970er und 1980er Jahren entstanden mehrere großflächige Neubaugebiete in Plattenbauweise, darunter Hansa Nord, Südring und Neuberesinchen.

#### Friedliche Revolution und deutsche Einheit
Am 1. November 1989 folgten 35.000 Menschen dem Aufruf des Neuen Forums zum Protestmarsch gegen die SED: Die zentrale Kundgebung fand auf dem Brunnenplatz statt, woran ein Denkmal mit Worten aus der Rede des Arztes Karl-Ludwig von Klitzing erinnert: „Wir brauchen eine vollkommene Demokratisierung, Reisefreiheit, Rede- und Pressefreiheit, Chancengleichheit, Perspektiven für jeden einzelnen, ein besseres Bildungssystem. Und wir brauchen wirksame Kontrollen. Die friedliche Demonstration soll kundgeben, dass wir alle hier für die Wende sind, an ihr mitarbeiten, sie mittragen, sie dringend fordern.“ Am 5. Dezember 1989 bedrängten Demonstranten die Stasi-Bezirkszentrale so, dass man sie einlassen musste. Das läutete das Ende der Geheimpolizei der SED ein. Heute erinnert der Aufarbeitungs-Freundeskreis Frankfurt (Oder) an das Erbe der Stasi-Repression.
Mit der Wiederherstellung der Länder noch in der DDR 1990 kam die Stadt wieder zum Land Brandenburg. Am 15. Juli 1991 wurde die offizielle (Neu-)Gründung der Europa-Universität Viadrina vollzogen. Im September 1994 verließ der letzte Besatzungssoldat der sowjetischen Armee die Stadt. 2001 begann der größere Abriss von Häusern, hauptsächlich Plattenbauten, aus der DDR-Zeit. Bis einschließlich 2005 verlor die Stadt so 3.500 weitgehend leerstehende Wohnungen.

### Jüdisches Leben in der Stadt

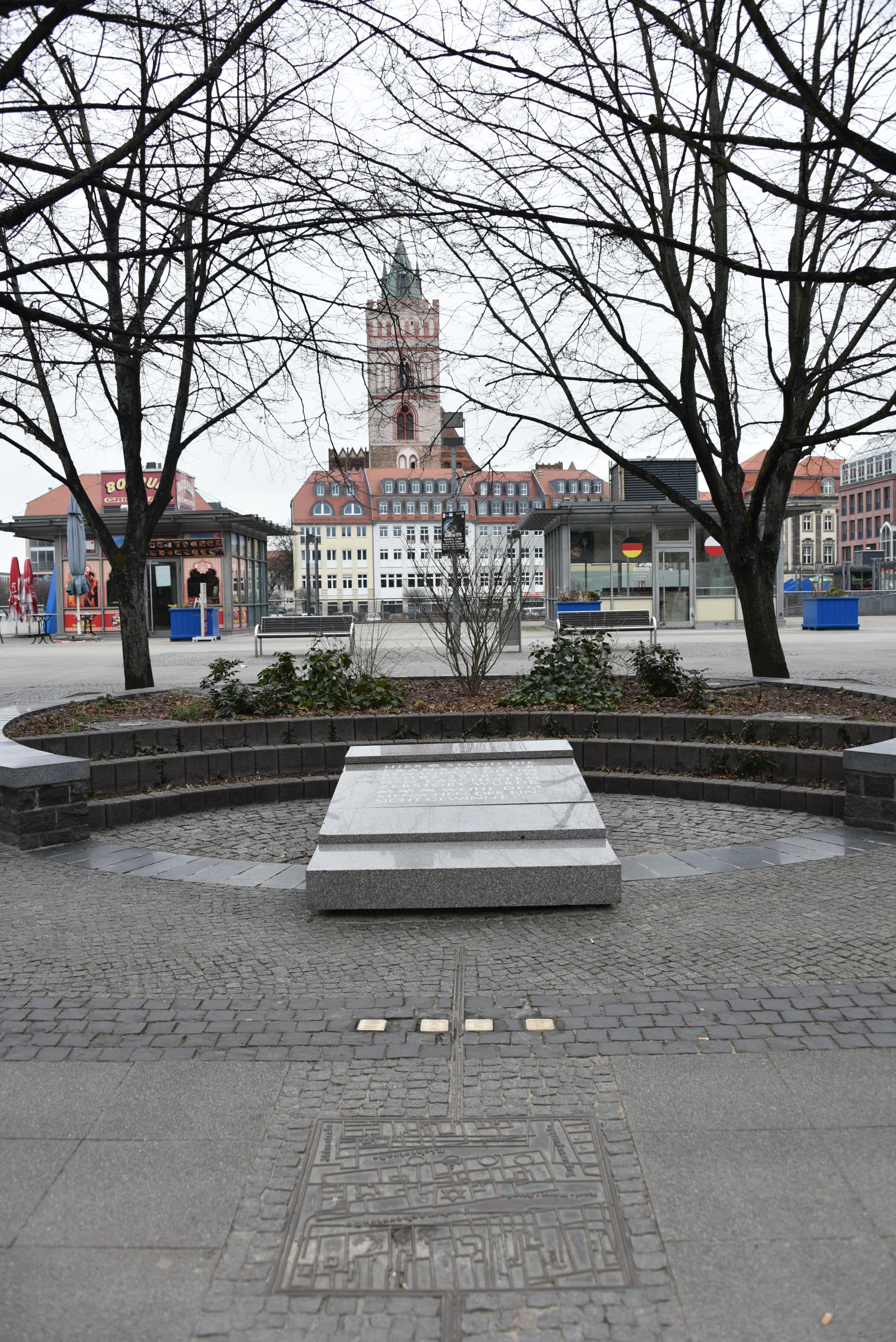
Gedenkstein für die zerstörte Synagoge, davor vier Stolpersteine

Ab spätestens 1294 lebten Juden in der Stadt. Der Judenfriedhof wurde erstmals 1399 erwähnt. Bei einem Pogrom 1491/1492 wurden alle Juden getötet. 1561 wurde eine neue Synagoge errichtet und 1697–1699 wurde erstmals in Deutschland der Talmud gedruckt.
1933 lebten etwa 800 Juden in der Stadt, die zu einem großen Teil nach dem Ersten Weltkrieg aus Posen und Westpreußen zugewandert waren, da sie sich als Deutsche fühlten und nicht in Polen leben wollten. In der Pogromnacht 1938 wurde die Synagoge angezündet und brannte aus. Jüdische Geschäfte wurden geplündert und zerstört, jüdische Familienväter verhaftet und in das KZ Sachsenhausen verschleppt. Das Synagogengebäude wurde später als Lagerraum genutzt und in den 1950er Jahren zur Errichtung von Wohnraum abgerissen. Eine Gedenktafel und in die Fahrbahn eingelassene Messingstreifen erinnern an sie.
1944 lebten nach der erzwungenen Ausreise und den Deportationen in den Tod nur noch 62 Juden in Frankfurt (Oder). In der SBZ/DDR spielte die jüdische Geschichte kaum eine Rolle.
Seit 1998 gibt es nach der Einwanderung durch Juden aus den Gebieten der ehemaligen Sowjetunion nach Frankfurt (Oder) wieder eine jüdische Gemeinde, die 2017 mehr als 240 Mitglieder zählte und ein Gemeindezentrum im Stadtgebiet Halbe Stadt, jedoch keine Synagoge besitzt. Der neue jüdische Friedhof wurde am 27. Juni 2011 im Frankfurter Stadtteil Südring eingeweiht.

## Bevölkerungsentwicklung

Bevölkerungsentwicklung der Stadt Frankfurt (Oder) von 1871 bis 2017

Die Bevölkerungszahl von Frankfurt (Oder) stieg im Mittelalter und der frühen Neuzeit nur langsam und ging durch die zahlreichen Kriege, Seuchen und Hungersnöte immer wieder zurück. So verlor die Stadt durch die Auswirkungen des Dreißigjährigen Krieges 82 % ihrer Bewohner. Die Einwohnerzahl sank von 13.000 im Jahre 1625 auf nur noch 2.366 im Jahre 1653. Erst mit dem Beginn der Industrialisierung im 19. Jahrhundert beschleunigte sich das Bevölkerungswachstum. Lebten 1816 15.600 Menschen in der Stadt, so waren es 1900 bereits 62.000.
Die Halbierung der Einwohnerzahl von 83.000 im Jahre 1939 auf 42.000 im Dezember 1945 ist auf die Auswirkungen des Zweiten Weltkrieges und die Abtrennung des Stadtteils Dammvorstadt – der heutigen polnischen Stadt Słubice – zurückzuführen. Im Jahre 1988 erreichte die Bevölkerungszahl der Stadt Frankfurt (Oder) mit 88.000 ihren historischen Höchststand. Seitdem ist sie um etwa ein Drittel gesunken.
| Jahr | Einwohnerzahl | Anmerkungen |
| ---- | ------------- | --- |
| 1653 | 02.366        | [ 39 ] [ 40 ] |
| 1750 | 09.470        | [ 40 ] |
| 1800 | 10.453        | Zivilpersonen, einschließlich der drei Vorstädte, davon 9611 Evangelische, 350 Katholiken, 592 Juden (2110 Militärpersonen)                                                                                   |
| 1801 | 12.522        | mit der Garnison (Stab und zwei Bataillone des Infanterieregiments Nr. 24, 1646 aktive Militärpersonen), einschließlich der drei Vorstädte, darunter 81 Franzosen und 96 jüdische Familien mit 592 Individuen |
| 1840 | 24.948        | Zivilpersonen, einschließlich der drei Vorstädte, davon 23.493 Evangelische, 807 Katholiken, 648 Juden |
| 1867 | 40.994        | am 3. Dezember |
| 1871 | 43.214        | am 1. Dezember, davon 40.049 Evangelische, 2281 Katholiken, 113 sonstige Christen, 767 Juden, vier Sonstige                                                                                                   |
| 1875 | 47.180        | [ 43 ] |
| 1880 | 51.147        | [ 43 ] |
| 1885 | 54.085        | [ 43 ] |
| 1890 | 55.738        | davon 51.091 Evangelische, 3518 Katholiken, 775 Juden |
| 1900 | 61.852        | mit der Garnison (zwei Grenadierregimenter Nr. 8 u. Nr. 12, ein Feldartillerieregiment Nr. 18, eine Abteilung Feldartillerie Nr. 54), davon 4132 Katholiken, 747 Juden und 56.575 Evangelische                |
| 1910 | 68.277        | davon 61.712 Evangelische, 5350 Katholiken |
| 1925 | 70.844        | davon 62.520 Evangelische, 4949 Katholiken, 56 sonstige Christen, 669 Juden |
| 1933 | 75.831        | davon 66.766 Evangelische, 5338 Katholiken, 6 sonstige Christen, 568 Juden |
| 1939 | 76.990        | davon 66.216 Evangelische, 5931 Katholiken, 782 sonstige Christen, 172 Juden |
| 1950 | 52.822        | am 31. August |
| 1955 | 57.200        | am 31. Dezember |
| 1971 | 62.433        | am 1. Januar |
| 1975 | 72.213        | am 31. Dezember |
| 1981 | 81.009        | am 31. Dezember |
| 1985 | 87.863        | am 31. Dezember |
| 1990 | 86.131        | am 31. Dezember |
| 2000 | 72.131        | am 31. Dezember |
| 2010 | 60.330        | am 31. Dezember |
| 2020 | 57.015        | am 31. Dezember |
| 2024 | 57.107        | am 31. Dezember |

## Religion
Wie in weiten Teilen des Bundeslandes ist auch in Frankfurt(Oder) die Mehrheit der Bevölkerung konfessionslos. Gemäß dem Zensus 2022 waren (15. Mai 2022) 6,4 % der Einwohner evangelisch, 5,8 % katholisch und 87,8 % waren konfessionslos, gehörten einer anderen Glaubensgemeinschaft an oder machten keine Angabe.
Der Anteil polnischer (= vorwiegend katholische) Staatsbürger an der Gesamtbevölkerung wächst. Ende 2023 hatten 3821 Einwohner (von 59.169) der Oderstadt einen polnischen Pass.

## Politik

### Stadtverordnetenversammlung
Die Stadtverordnetenversammlung ist die kommunale Volksvertretung der Stadt Frankfurt (Oder). Über die Zusammensetzung entscheiden die stimmberechtigten Bürger alle fünf Jahre. Die letzte Wahl fand am 9. Juni 2024 statt.
- Linke: 7
- SPD: 6
- Grüne: 3
- PARTEI: 2
- BVB/FW: 2
- FDP: 2
- CDU: 11
- AfD: 13

### Oberbürgermeister
Von Mai 2018 bis Mai 2025 war René Wilke Oberbürgermeister der Stadt Frankfurt (Oder). Er war bis zu seinem Austritt im Juni 2024 Mitglied der Partei Die Linke; seine Wahl wurde von der Listenverbindung Frankfurt geht besser unterstützt, die sich aus den Kreisverbänden der Linken und Grünen sowie parteipolitisch ungebundenen Einzelpersonen zusammensetzte. Im Mai 2025 wurde Wilke zum Innenminister Brandenburgs ernannt, seither ist das Oberbürgermeisteramt vakant. Bürgermeister und Erster Beigeordneter ist Claus Junghanns (CDU).

### Hoheitszeichen
Als Hoheitszeichen führt die Stadt Frankfurt (Oder) ein Siegel, ein Wappen und eine Flagge.

#### Wappen

Stadtwappen

Das Wappen wurde am 3. September 1992 genehmigt.
Offizielle Blasonierung: „In Silber auf grünem Berg aufgerichtet stehend ein goldbewehrter roter Hahn im Kleeblattbogen eines von zwei sechseckigen Türmen beseiteten offenen, roten Torbaus; darüber schwebt ein silberner Schild mit rotem Adler; auf den goldbeknauften Dächern der Seitentürme steht je ein abgewendeter, widersehender goldener Vogel; der breitgedachte Mittelturm ist an den Ecken mit je einem goldenen Kreuz versehen.“
Korrekte Blasonierung: „In Silber auf grünem Bogenschildfuß ein stehender, goldbewehrter, roter Hahn unter dem Kleeblattbogen eines von zwei wachsenden, sechseckigen, gezinnten, roten Türmen mit goldbeknauften Dächern, darauf je ein widersehender goldener Vogel, der linke abgewendet, beseiteten offenen, roten Torbaus mit einem wachsenden, breiten roten Mittelturm mit goldbekreuzten Satteldachenden, mittig einen silbernen Schild mit rotem Adler tragend.“ 
Bereits das Siegel von 1294, das älteste erhaltene, zeigt das Wappen der Stadt in seiner heutigen Form. Es zeigt einen roten Hahn mit rotem Kamm, goldenen Füßen und Schnabel. Dabei handelt es sich um ein redendes Wappen: gallus ist das lateinische Wort für Hahn, aber die galli sind im mittelalterlichen Latein die Franken („Gallier“).

Flagge der Stadt

Über dem Tor schwebt seit 1990 wieder, wie schon in der ältesten Wappenabbildung, ein Wappenschild mit dem Märkischen Adler.

#### Flagge
Die Flagge der Stadt Frankfurt (Oder) zeigt drei Streifen in den Farben Rot-Grün-Silber (Weiß) mit dem den Mittelstreifen überdeckenden Stadtwappen.

### Städtepartnerschaften

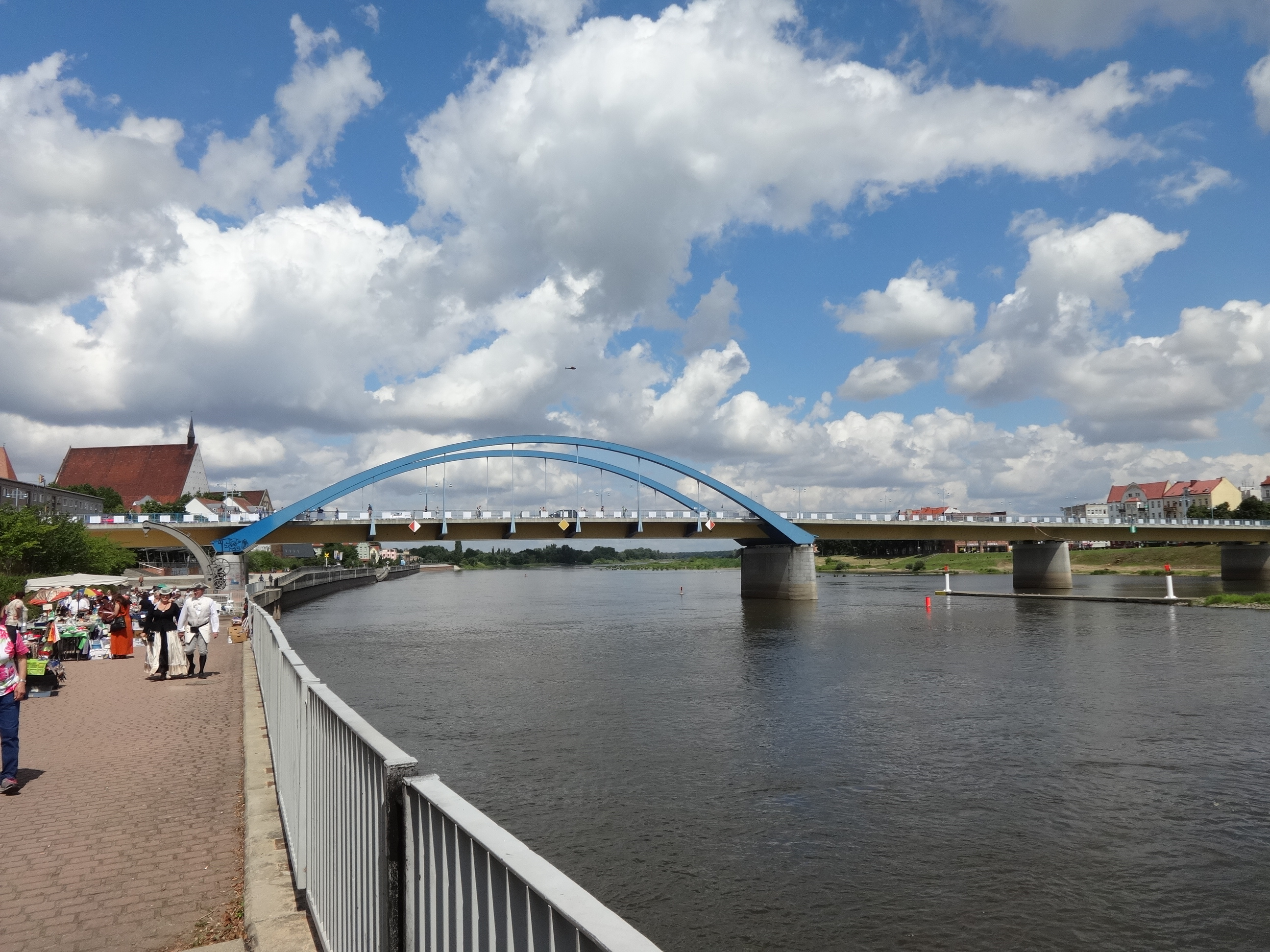
Oderbrücke zwischen Frankfurt und Słubice

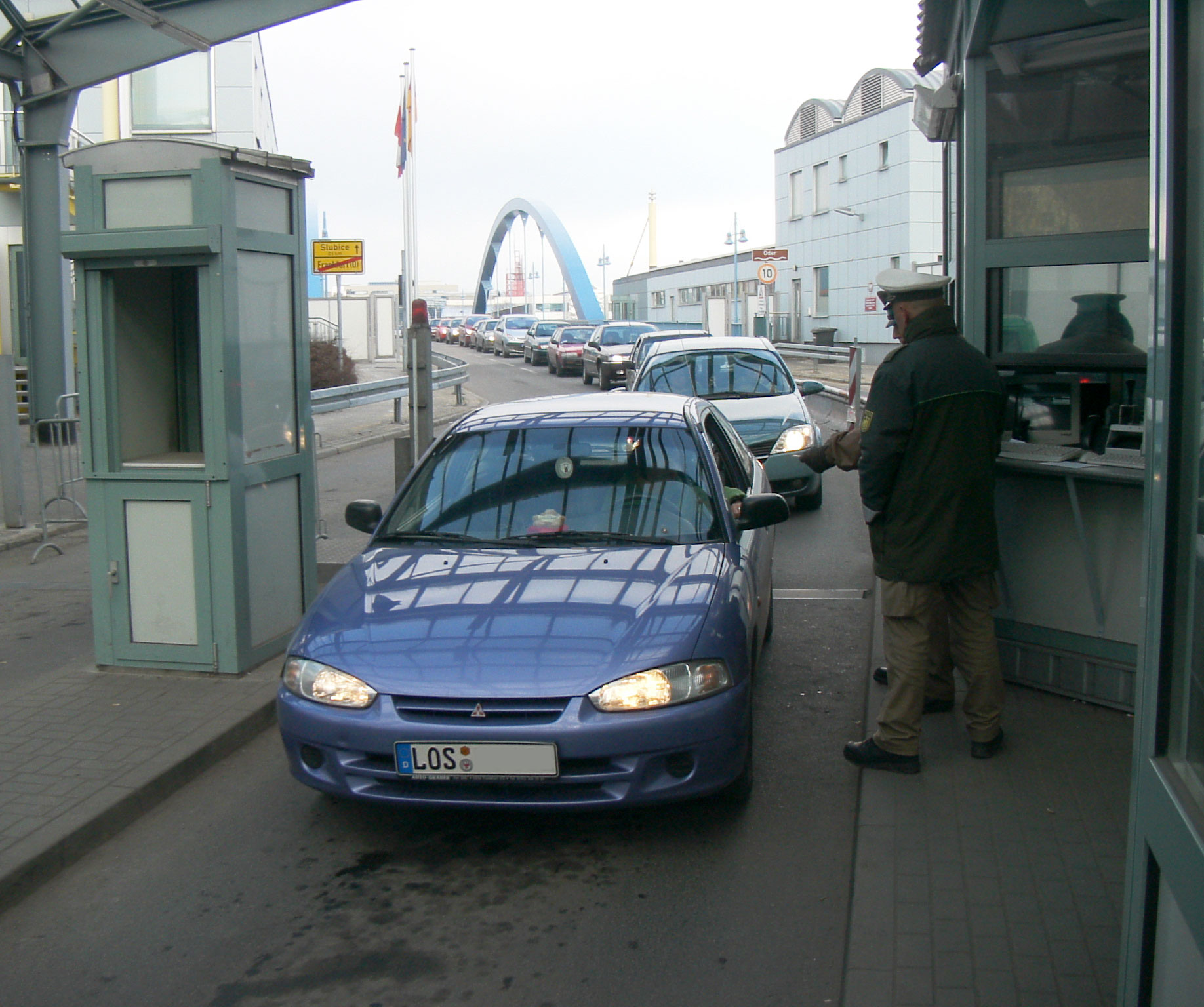
Passkontrollen an der Stadtbrücke (seit 2007 eingestellt)

Frankfurt (Oder) unterhält mit folgenden Städten Partnerschaften:
- Gorzów Wielkopolski (Landsberg an der Warthe), Polen, seit 1975
- Słubice, Polen, seit 1975
- Nîmes, Frankreich, seit 1976
- Vantaa, Finnland, seit 1987
- Heilbronn, Deutschland, seit 1988
- Wizebsk, Belarus, seit 1991
- Tzoran-Kadima, Israel, seit 1997
- Yuma, Arizona, USA, seit 1997
- Wraza, Bulgarien, seit 2009
- Schostka, Ukraine, seit 2022

Daneben gibt es eine Partnerschaft mit dem östlich angrenzenden Powiat Słubicki (Polen).

### Städtepatenschaften
Seit der verheerenden Flutkatastrophe in Südostasien im Dezember 2004 verbindet Frankfurt eine enge Patenschaft mit der Küstenstadt Weligama in Sri Lanka. Damals waren Frankfurter DLRG-Mitglieder um den Vorsitzenden Sven Oberländer nach Sri Lanka gereist, um sich bei der Versorgung der Opfer des Tsunamis zu beteiligen. Die Erlebnisberichte der Retter nach ihrer Rückkehr bewirkten eine Solidarisierung der Stadt mit dem Küstenort Weligama. Hilfe konnte in Form des Kaufes von lebenswichtigen Sachgegenständen wie Matratzen, Kochutensilien und anderem geleistet werden. Besonders wichtig war der Kontakt zu Verantwortlichen, Betroffenen und Helfern vor Ort, um Informationen für eine längerfristige Hilfe zu bekommen.
Bei der Flutkatastrophe wurde ein Tempel zerstört, dessen Wiederaufbau von der Stadt Frankfurt (Oder) finanziert wurde. Spendenmittel wurden nicht nur vom Konto der Stadt bereitgestellt, sondern auch von der Bevölkerung der Stadt Frankfurt. Die Frankfurter Wasser- und Abwasser GmbH erfuhr von den verheerenden Zuständen der Abwassersysteme und schickte im Mai 2005 Experten nach Sri Lanka; dieses Projekt wurde durch den Lions-Club mitfinanziert. An die Stadt Frankfurt wurde das Projekt Bau eines Referenzdorfes herangetragen. Beteiligte und Projektträger waren der Solidaritätsdienst International e. V. (SODI), Target Agriculture pvt ltd Weligama, der Agrobodi Tempel Weligama, die Stadt Frankfurt, Słubice und das Stahlwerk Arcelor Eisenhüttenstadt.
Es ist ein Öko–Dorf mit landwirtschaftlicher Nutzungsmöglichkeit.

## Kultur und Sehenswürdigkeiten
Im Frankfurter Stadtgebiet gibt es eine große Zahl von Kunstwerken, die im Artikel Kunst im öffentlichen Raum in Frankfurt (Oder) genauer beschrieben sind.

### Theater

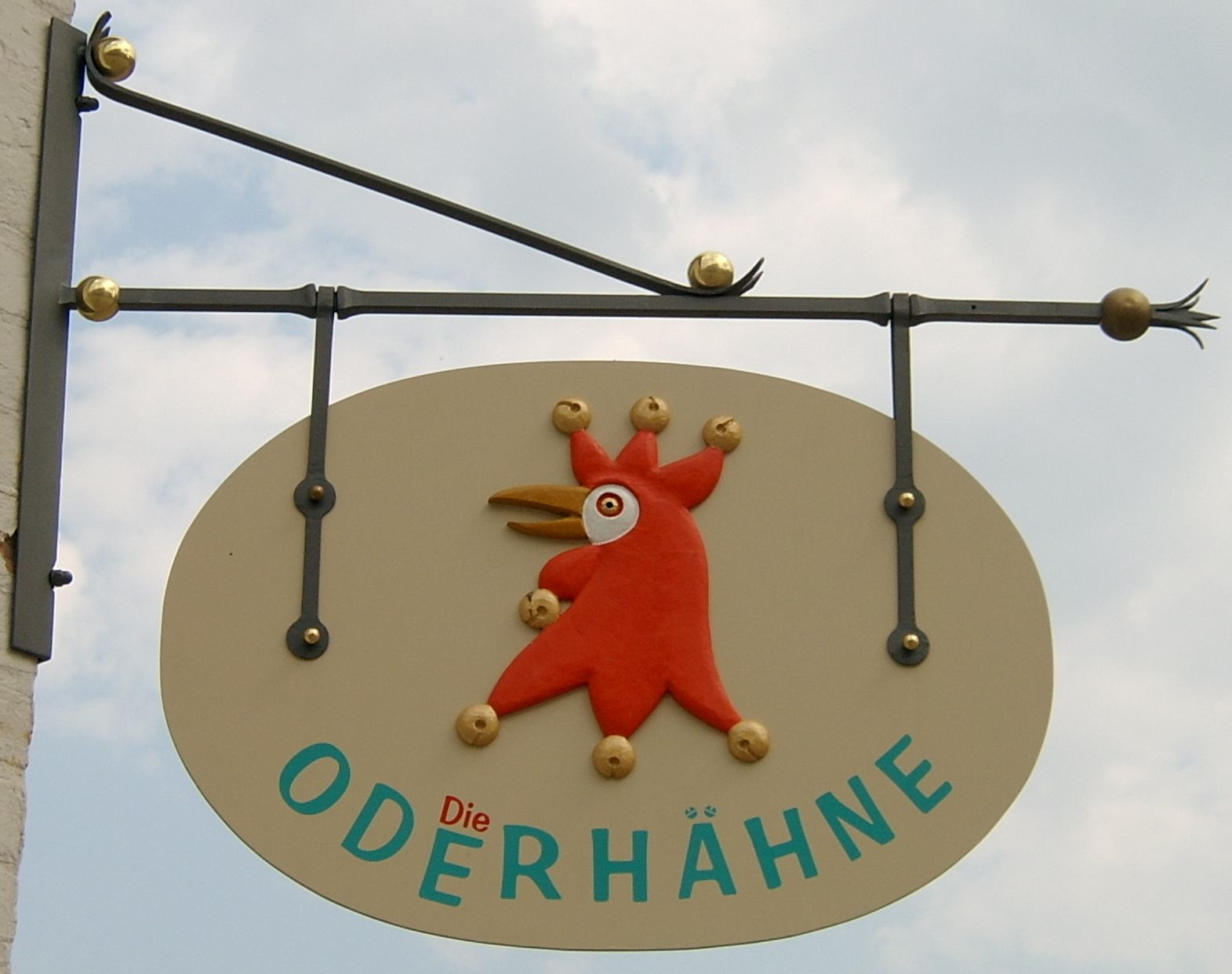
Die Oderhähne

- Das Kleist Forum wurde am 30. März 2001 gegründet. Das Haus mit seiner beeindruckenden Architektur bietet ein weitgefächertes Programm, das von der klassischen Oper und Operette über Schauspiel, von Jazzkonzerten, internationalen Festivals wie den deutsch-polnischen Musikfesttagen, Kinder- und Schülertheater bis hin zu Lesungen, Diskussionsforen und Varietéveranstaltungen reicht. Es ist der jährliche Mitveranstalter der Kleist Festtage. Außerdem ist das Kleist Forum Veranstaltungsort für Tagungen und Kongresse.
- Die Konzerthalle C. P. E. Bach ist eine ehemalige Franziskanerkirche aus dem 13. Jahrhundert. Sie ist Sitz des Brandenburgischen Staatsorchesters Frankfurt/Oder. Das ganze Jahr über finden vielfältige Veranstaltungen wie die Deutsch-Polnischen Musikfesttage an der Oder, Musikreihen und Abonnements in klassischen und unterhaltenden Genres, Orgelkonzerte, Besichtigungen, Führungen und Ausstellungen statt.
- Das deutsch-polnische Theaterfestival Unithea[50] ist ein von Studierenden der Universität Viadrina konzipiertes und organisiertes Theaterfestival, welches seit über 20 Jahren in den Städten Frankfurt (Oder) und Słubice stattfindet.
- Die Oderhähne, ein satirisches Theater und Kabarett, entwickelte sich aus der im Jahr 1976 gegründeten Feierabendbrigade Lach mit am Frankfurter Kleist-Theater. Seit 1991 sind Die Oderhähne ein gemeinnütziger Verein. Über 200-mal im Jahr treten sie im Fett- und Futternapf herum, die ihnen Politik und Gesellschaft nur allzu bereitwillig hinstellen. Im liebevoll und aufwendig sanierten Rathauskeller treiben die Hofnarren ihr Unwesen.
- Das Theater des Lachens ist hervorgegangen aus dem 1975 gegründeten Staatlichen Puppentheater Frankfurt (Oder). 1992 wurde die von der Kommune zur Nutzung überlassenen Spielstätte des ehemaligen Puppentheaters von Spielern und Mitarbeitern übernommen. Sie gründeten das Kleine Theater, Puppen- und Schauspiel e. V. Mit Inszenierungen wie Dantons Tod wurde das Puppentheater mit der damaligen künstlerischen Leiterin Astrid Griesbach auch über die Grenzen der Stadt bekannt. Mit seinem Umzug 1996 in die Ziegelstraße 31 nennt sich das einzige professionelle Puppentheater Brandenburgs nun Theater des Lachens.
- Theater Frankfurt – Das Theater im Schuppen e. V. gründete sich im Jahr 1990. Seit 1995 bewirtschaftete es ein eigenes Haus, welches aus einem Bühnenraum, einem Foyer und zahlreichen Trainings- und Probenräumen besteht und in den Gerstenberger Höfen, in der Ziegelstraße, seinen Sitz hatte. Seit Oktober 2006 werden in der Theaterschule für Körper & Bildung Frankfurt (Oder) staatlich anerkannte Schauspieler ausgebildet. Im Jahr 2011 zogen das Theater und die Schauspielschule in ihr neues Domizil, in die Sophienstraße 1.
- Die Kulturmanufaktur Gerstenberg (KUMA) hat seine Räumlichkeiten in der Ziegelstraße 28a in den Gerstenberger Höfen. Das Programm ist vielfältig. Konzerte, Lesungen, Theater und Kino werden ergänzt durch soziokulturelle Angebote, wie Workshops, Diskussionen, Coworking und Ausstellungen.

### Museen

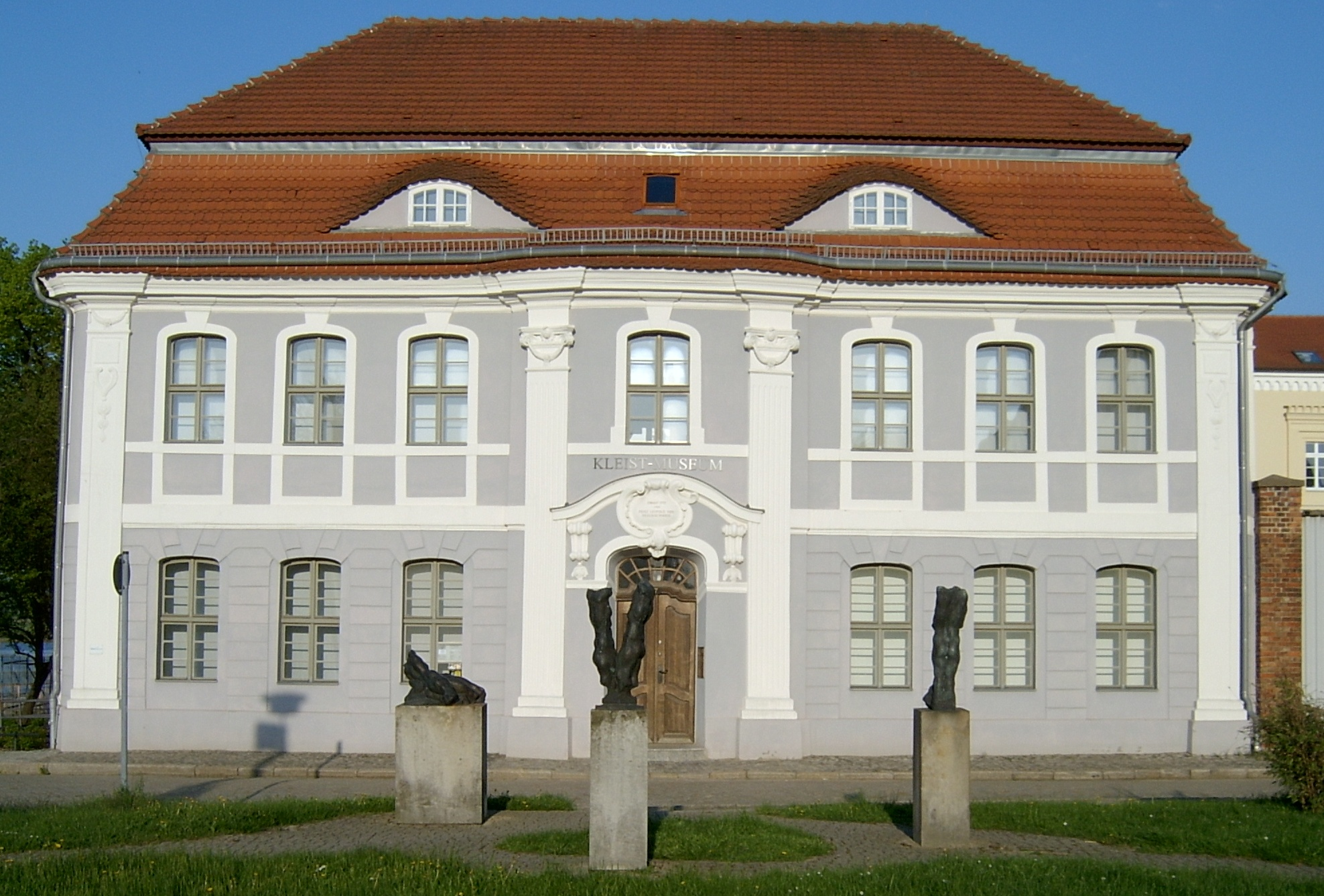
Das Kleist-Museum

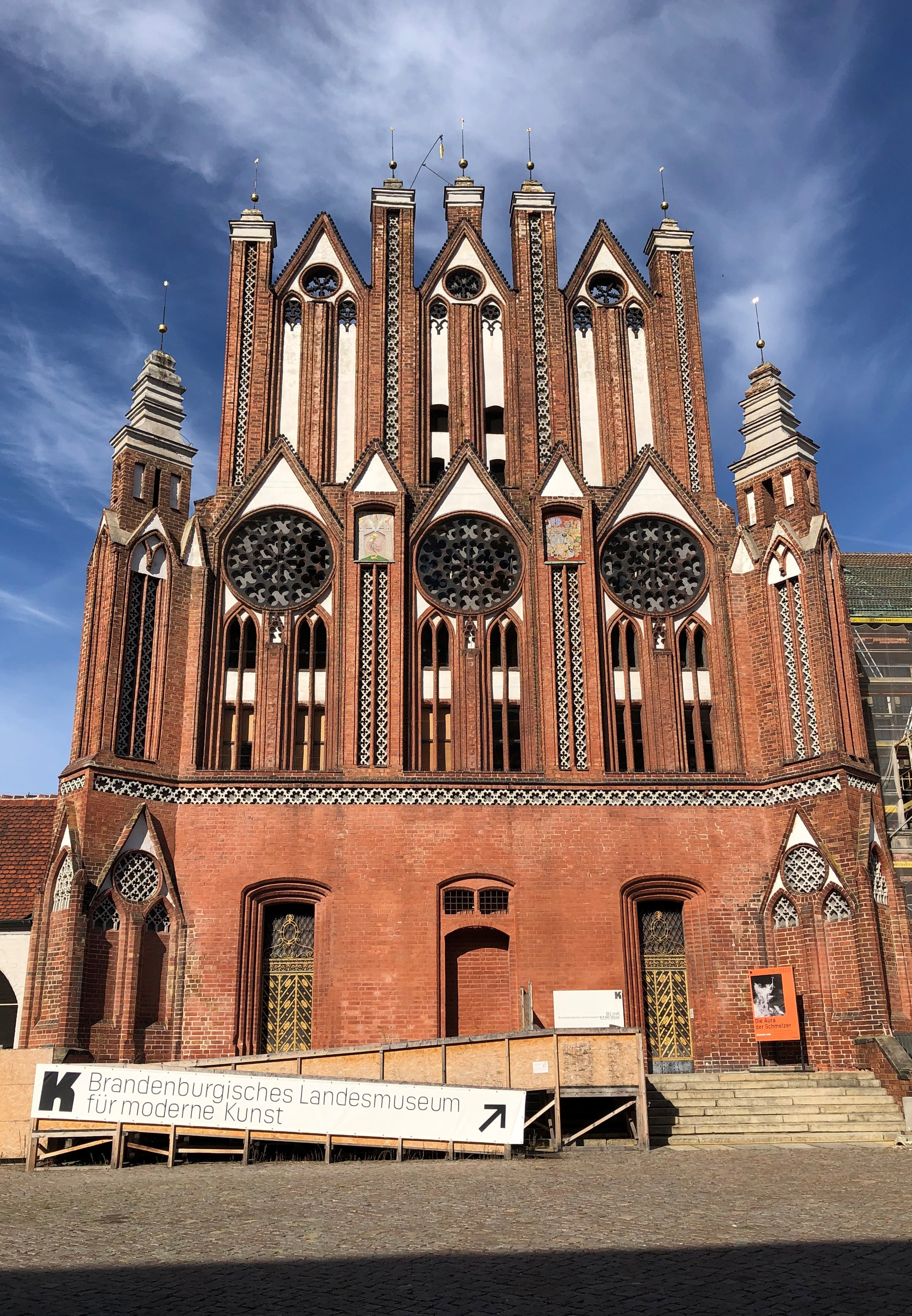
Brandenburgisches Landesmuseum für moderne Kunst, Rathaushalle Am Marktplatz 1, 15230 Frankfurt (Oder)

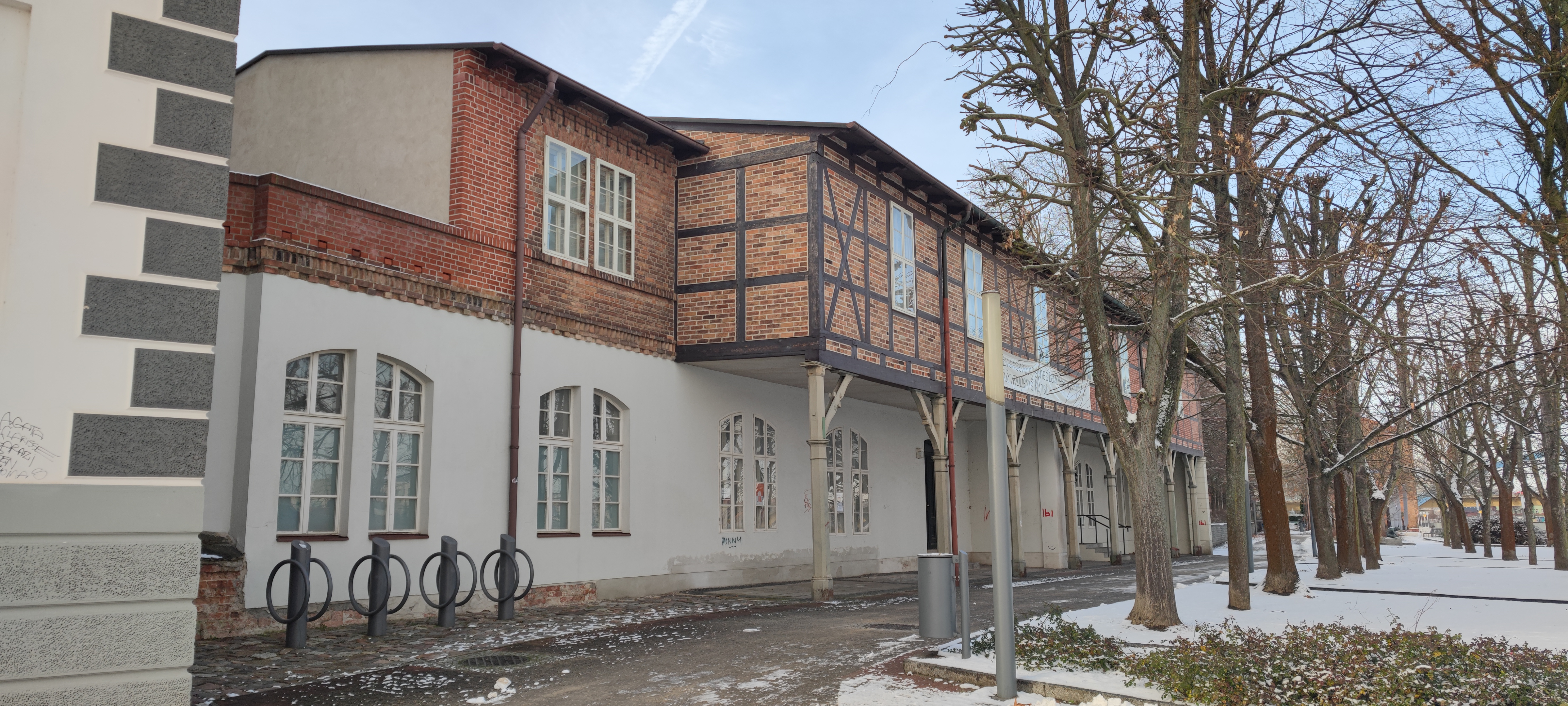
Brandenburgisches Landesmuseum für moderne Kunst, Packhof in der Carl-Philipp-Emanuel-Bach-Str. 11, 15230 Frankfurt (Oder)

- Das Sportmuseum im Zentrum der Stadt war am 11. Juli 2003 aus Anlass der 750-Jahr-Feier der Oderstadt an den Oberbürgermeister übergeben worden und musste im Jahr 2016 schließen. Frankfurter Sportgeschichte wurde zwischen vielen Bildern, Trophäen und Erinnerungsstücken dokumentiert.
- Das Kleist-Museum wurde 1969 im Gebäude der ehemaligen Garnisonsschule eingerichtet. Die Dauerausstellung umfasst vier Räume. Die etwa 250 Dokumente geben einen Überblick über Kleists Leben und Werk. Das Haus verfügt mit etwa 34.000 Bestandseinheiten, darunter etwa 10.000 Bände Spezialliteratur zu Kleist und seinem literaturgeschichtlichen Umfeld, über die derzeit umfangreichste Kleist-Sammlung. Das Arbeitsprofil des Museums beruht auf einem abgestimmten Zusammenspiel von Sammlungs-. Ausstellungs-, Forschungs-, Publikations- und Veranstaltungstätigkeit. Zur Öffentlichkeitsarbeit gehören unter anderem Wechselausstellungen, Lesungen und Vorträge. Die jährlichen Kosten betragen 500.000 Euro. Das Museum erwirtschaftet dabei durch Eintrittserlöse und Spenden 50.000 Euro, der restliche Betrag wurde zu 50 Prozent vom Bund, 35 vom Land Brandenburg und 15 Prozent von der Stadt getragen.[51]
- Mit über 42.000 Werken beherbergt das Brandenburgische Landesmuseum für moderne Kunst (BLMK)[52] mit seinen Standorten in Cottbus und Frankfurt (Oder) die weltweit umfassendste, museale Sammlung von Kunst aus der DDR und den nachfolgenden künstlerischen Traditionslinien. Das BLMK ist 2017 aus der Fusion des dkw. Kunstmuseum Dieselkraftwerk Cottbus und des Museum Junge Kunst Frankfurt (Oder) hervorgegangen. In Frankfurt (Oder) zeigt das Museum in der Rathaushalle am Marktplatz sowie im Packhof des Junkerhauses in der Carl-Philipp-Emanuel-Bach-Str. ständig wechselnde Ausstellungen. Das Ausstellungsprogramm ist eng an die Sammlung geknüpft – Kunst aus der DDR sowie daraus abgeleitete, ostdeutsche Traditionslinien werden dabei auf Augenhöhe mit national relevanten und international gesetzten, künstlerischen Positionen gezeigt.
- Das Museum Viadrina ist das kulturhistorische Museum für die Stadt Frankfurt. Seinen Sitz hat es im Junkerhaus, einem wertvollen, überregionalen, barocken Baudenkmal. Es handelt sich hierbei um eines der wenigen Gebäude im Stadtzentrum, die am Ende des Zweiten Weltkrieges von der Vernichtung verschont blieben. Seine Architektur und Geschichte ist für Frankfurt und das Land Brandenburg von ganz besonderer Bedeutung. Das Gebäude mit seinen wertvollen originalen Stuckdecken vom Ende des 17. Jahrhunderts war die kurfürstliche bzw. königliche Residenz der Hohenzollern, also das Stadtschloss Frankfurts. Nach mehr als 15-jähriger Bautätigkeit ist es seit dem 4. Oktober 2003 mit einer neuen Dauerausstellung vollständig geöffnet. Sie bietet die Möglichkeit, sich mit verschiedenen Themen der Stadt- und Regionalgeschichte zu beschäftigen.

### Kulturelle Projekte
Das Verbündungshaus fforst e. V. ist ein gemeinnütziges und selbstverwaltetes Wohnprojekt, das neben dem interkulturellen Zusammenleben in 13 Zweier- bis Vierer-Wohngemeinschaften auch Raum für Projekte und Veranstaltungen bietet. Der 2006 gegründete Verein wird von der Europa-Universität Viadrina unterstützt. Die Bewohner engagieren sich freiwillig bei der Organisation und Durchführung der Veranstaltungen sowie für den Erhalt des Projekts.

### Bauwerke

#### Mittelalterliche Stadtkirchen

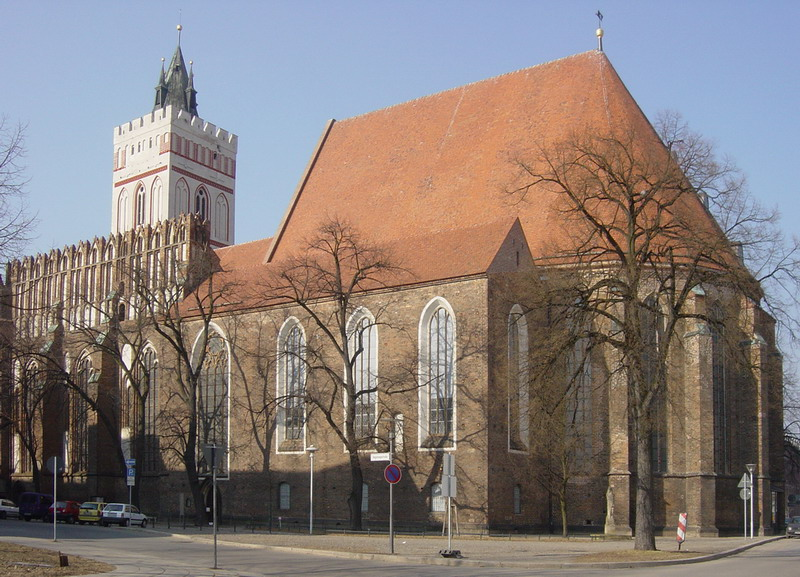
Marienkirche

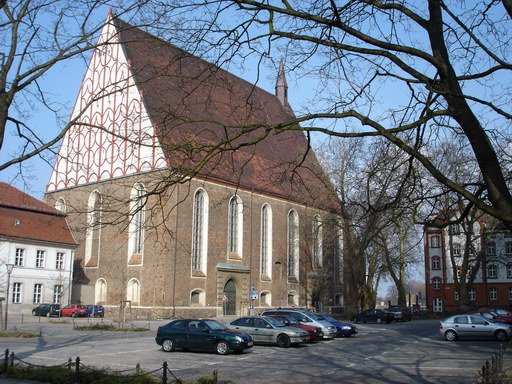
Die Konzerthalle in Frankfurt (Oder) ist ein ehemaliges Kirchengebäude.

Die St.-Marien-Kirche ist die ehemalige Hauptpfarrkirche Frankfurts. 1253 wurde mit dem ursprünglichen Bau in den Formen der norddeutschen Backsteingotik begonnen. Durch Kriegseinwirkung war sie 1945 nur noch eine Ruine. Rekonstruktionen finden seit 1979 statt. Seit den 1990er Jahren wurde sie zum soziokulturellen Zentrum St. Marien umgebaut. Im Jahr 2002 gab Russland 111 mittelalterliche Bleiglasfensterfelder zurück.
Die Ende des 13. Jahrhunderts errichtete Franziskaner-Klosterkirche am Untermarkt beherbergt seit 1969 die Konzerthalle „Carl Philipp Emanuel Bach“. Die Friedenskirche am Untermarkt ist der im Ursprung älteste Steinbau der Stadt. Sie existierte bereits zur Stadtgründung 1253 als St.-Nikolai-Kirche, war aber mit der Weihung der Marienkirche zu Beginn des 14. Jahrhunderts nicht mehr die Hauptkirche der Stadt. Nachdem Mitte des 16. Jahrhunderts die Gottesdienste in die Franziskaner-Klosterkirche verlagert worden waren, wurde die Nikolaikirche zeitweilig als Kornhaus, Heuschuppen, Pulvermagazin und zur Unterbringung von Kranken und Gefangenen genutzt. Seit Mitte des 17. Jahrhunderts fanden in dem Gebäude Gottesdienste der Reformierten Gemeinde statt. Die nach dem Zweiten Weltkrieg weitestgehend unbeschädigte Kirche wurde zu Beginn der 1990er Jahre soweit instand gesetzt, dass sie im Bestand gesichert ist. Die Friedenskirche wird mithilfe von Fördergeldern zum „Oekumenischen Europa-Zentrum“ umgebaut.

#### Neuzeitliche Kirchen
Die Sankt-Gertraud-Kirche ist ein dreischiffiger neugotischer Backsteinbau, der 1874 etwa 200 m südlich des Vorgängerbaus, einer 1368 errichteten Kapelle der Gewandschneider, erbaut wurde. Um 1930 wurde umfassend Bauschmuck entfernt. Bei einem Umbau 1978 bis 1980 wurde im Chorraum eine Zwischendecke auf Höhe der ehemaligen Emporen eingezogen. Im unteren Teil entstanden Büro- und Gemeinderäume. In der Sankt-Gertraud-Kirche befinden sich seit 1980 Hochaltar, siebenarmiger Leuchter, Bronzetaufe und zahlreiche Epitaphe aus der Marienkirche.
Die evangelische Sankt-Georg-Kirche wurde von 1926 bis 1928 errichtet. Die Rundkirche wurde im expressionistischen Stil als Stahlbetonbau ausgeführt und mit Backstein verkleidet. Ihr Anfang des 14. Jahrhunderts entstandener Vorgängerbau war 1926 wegen Baufälligkeit abgerissen worden.
Die katholische Heilig-Kreuz-Kirche wurde 1899 geweiht. 1967 wurde der Innenraum instand gesetzt und stark vereinfacht.
Die Heilandskapelle in der Heimkehrsiedlung wurde während des Ersten Weltkriegs 1915/16 von kriegsgefangenen Angehörigen der zaristischen russischen Armee erbaut. Sie diente Katholiken, Protestanten, Evangeliums-Christen, Russisch-Orthodoxen und Juden jeweils getrennt als Gotteshaus. Außerdem diente das Gebäude Gefangenen und Wachmannschaften als Lesehalle und für Theater- und andere kulturelle Aufführungen.
Weitere Gotteshäuser in Frankfurt sind die Neuapostolische Kirche, die Katholisch-Apostolische Kirche, eine Kapelle im Wichernheim und eine Kapelle im Lutherstift sowie das Apostelamt Jesu Christi mit einem Kirchengebäude mit zwei Kirchsälen.

#### Dorfkirchen
Die Dorfkirche in Booßen wurde um 1250 als Wehrkirche gebaut. Im Dreißigjährigen Krieg bis auf die Umfassungsmauern zerstört, erfolgte 1671 der Wiederaufbau im Renaissance-Stil. 1961 wurde die Kirche völlig umgestaltet.
Die Kliestower Dorfkirche entstand um 1300 als rechteckiger Feldsteinbau. Der Turm wurde Ende des 15. / Anfang des 16. Jahrhunderts errichtet.
Die Dorfkirche in Lossow wird im Lebuser Stiftregister 1405 erstmals erwähnt. Wegen Baufälligkeit wurde 1741–1748 eine neue Kirche errichtet. Zum Ende des Zweiten Weltkriegs brannte die Kirche aus. Nach Sicherungsarbeiten ist die Kirchenruine begehbar.
Die neobarocke Dorfkirche in Rosengarten wurde 1903 geweiht.
Die Kirche in Lichtenberg ist im Kern ein frühgotischer Feldsteinbau. Das Kirchenschiff stammt aus der zweiten Hälfte des 13. beziehungsweise der ersten Hälfte des 14. Jahrhunderts. Um 1700 erfolgte eine barocke Umgestaltung der Kirche. In den letzten Kriegstagen des Zweiten Weltkriegs 1945 wurde die Kirche zerstört. 1950 brach der Dachstuhl ein. Seit 2001 bemüht die Gemeinde von Lichtenberg um einen Wiederaufbau. Der 2015 wiedererrichtete Glockenturm wurde 2018 fertig eingedeckt. Ende 2018 erhielt er eine Glocke, die aus der 2014 zur Synagoge umgewidmeten Cottbusser Schlosskirche stammt.
Der Turm der 1607 geweihten Kirche in Hohenwalde wurde 1784 neu aufgebaut. Im Innern befindet sich ein reich gestalteter Renaissance-Altar.
Die Dorfkirche in Güldendorf wurde in der zweiten Hälfte des 13. Jahrhunderts im frühgotischen Stil aus Feldsteinen erbaut. Der Kirchturm wurde im 15. Jahrhundert errichtet und 1773 umgebaut. Nach einem Blitzschlag brannte im Juni 1945 dort gelagerte Munition aus dem Zweiten Weltkrieg unter Explosionen ab. 1951/1952 bekam die Kirche ein neues Dach.

#### Profangebäude

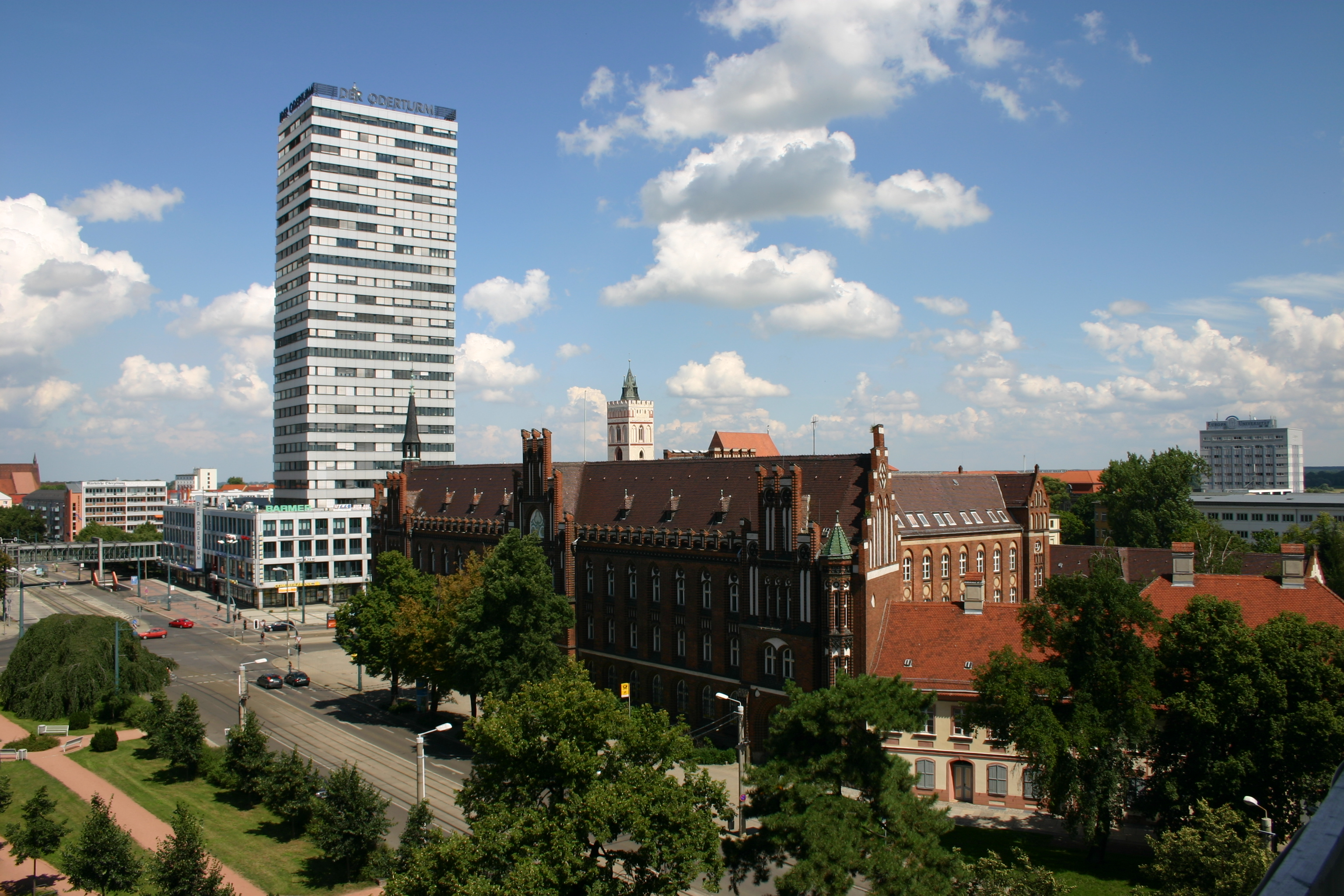
Die Hauptpost in der Altstadt, links im Hintergrund der 1976 fertiggestellte 89 m hohe Oderturm

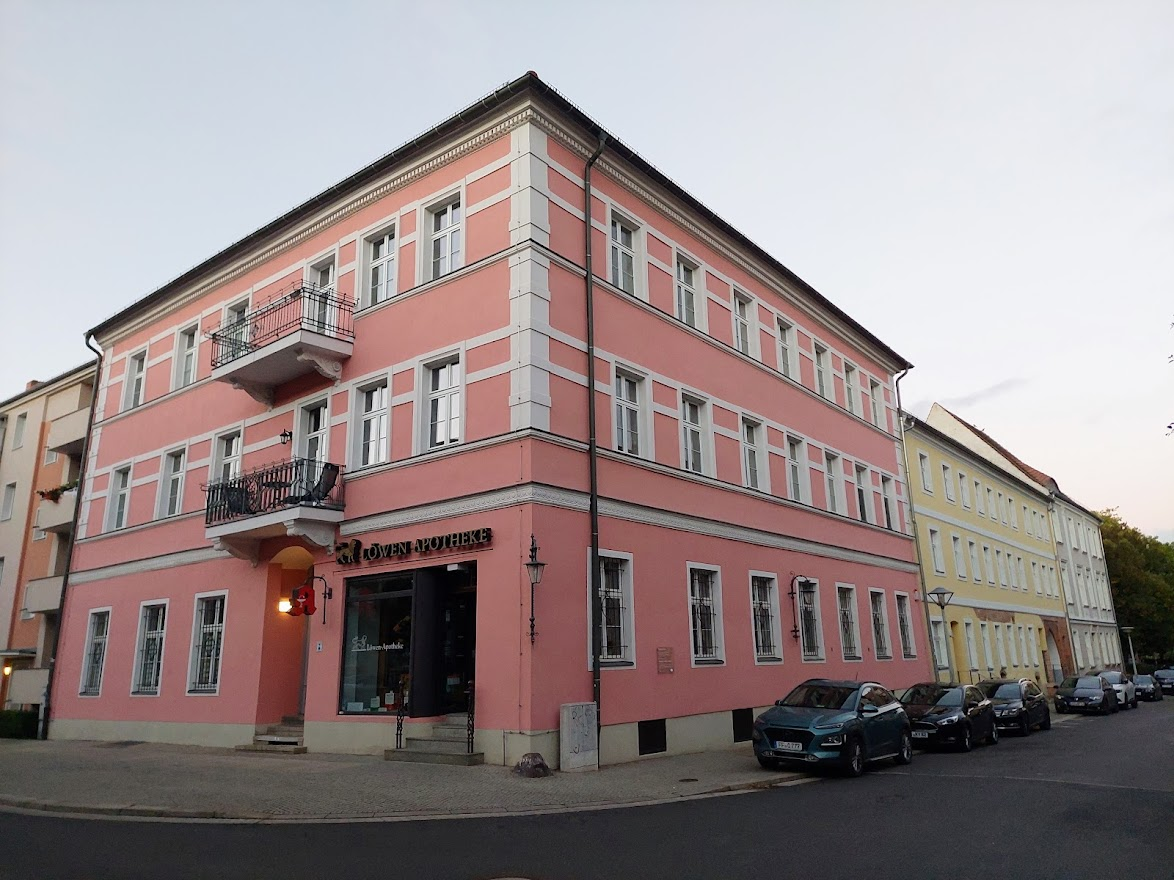
Die Löwenapotheke in einem der ältesten Wohnhäuser an der Großen Oderstraße 42

Das Rathaus der Stadt ist als zweigeschossige Kaufhalle mit Ratsstube und Gerichtslaube nach 1253 entstanden. Zwischen 1607 und 1609 erfolgte der Umbau im Stil der Renaissance, und zwischen 1911 und 1913 wurde es nach Plänen des Architekten Fritz Beyer erweitert. Am Ende des Zweiten Weltkrieges 1945 wurde es stark zerstört. Im Oktober 1949 wurde eine Lotterie unter dem Namen Rettet das Rathaus gestartet, um die notwendigen Finanzmittel zu erhalten. Im März 1950 erfolgte dann der Beschluss zum Wiederaufbau, und am 22. Juni 1953 folgte das Richtfest für den zweiten Bauabschnitt. 1977/78 wurde im Zuge einer Modernisierung der Eingang von der Ost- auf die Südseite verlegt.
Die ältesten Bürgerhäuser der Stadt befinden sich in der Großen Oderstraße 42 mit der Löwenapotheke und den angrenzenden Wohnhäusern Forststr. 1 und 2. Im Kern handelt es sich um mittelalterliche Massivbauten. Die Gebäude wurden mehrfach umgebaut und die Fassaden geändert. Heute dominiert eine klassizistische Gestaltung.
Die heutige Forststraße, früher die Wortsgasse, war im 16. Jahrhundert ein langgestrecktes Kaufmannshaus, welches Eigentum von Merten Knobloch, einem Kaufmann, Kämmerer und Ratsherr war. 1881 wurde im Keller des Hauses das Restaurant Klosterkeller eingerichtet.
Die Große Oderstr. 42 bestand ursprünglich aus zwei Häusern, was aber erst bei den Renovierungsarbeiten 1972–1974 wiederentdeckt wurde. Etwa um 1650 gehörte das Haus Tido Heinrich, einem Professor für Philosophie an der Universität Viadrina. Dieser fügte die zwei Gebäude zu einem zusammen und erhöhte das Gebäude um ein Stockwerk. Das Dach des Gebäudes wurde bei einem Brand 1742 zerstört und danach durch das heutige ersetzt. Das nördliche Haus besaß ursprünglich keinen Keller, daher war es vermutlich nicht das Haus eines Kaufmanns.
Der noch heute erhaltene Gasometer im Gaswerk Frankfurt (Oder) wurde 1855 errichtet und etwa 100 Jahre genutzt. Der heutige Eigentümer, die Stadtwerke, nutzt das unter Denkmalschutz stehende Gebäude nicht mehr. 2005 wurde der Teleskopgasbehälter entfernt und verschrottet. Bis zu diesem Zeitpunkt war es der älteste seiner Art in Deutschland.
Die Exerzierhalle in der Logenstraße 15 (von 1953 bis 1992 Wilhelm-Pieck-Str., davor Litzmannstraße) wurde 1879–1882 errichtet. Sie gehörte früher zum Kasernenkomplex des Frankfurter Leib-Grenadier-Regiment „König Friedrich Wilhelm III.“ (1. Brandenburgisches) Nr. 8. 1940 wurde darin eine öffentliche Küche mit einem Speisesaal für 150 Personen und einer täglichen Kapazität von 1.200 Mahlzeiten eröffnet. Ursprünglich war sie deutlich länger, wurde aber nach 1945 auf etwa ein Drittel gekürzt. Auch nach dem Krieg wurde das Gebäude als Küche geöffnet, so gab es dort beispielsweise die Schulspeise für die Rosa-Luxemburg-Schule. Nach der Wende 1990 war dort zeitweilig ein Billigmarkt für verschiedene Haushaltswaren eingemietet. Heute ist das Gebäude verputzt und mehrfach überstrichen, zeigt also nicht mehr seine historische Fassade.
Das Doppelpfarrhaus im Stil des Spätbarock beherbergt heute das Stadtarchiv Frankfurt (Oder). Das Gebäude wird auch Collegienhaus genannt; das eigentliche Collegienhaus war aber das Hauptgebäude der Universität, das nach dem Krieg abgerissen wurde. Das ehemalige Pfarrhaus wurde 1739–1742 nach Plänen des Baudirektors Christoph Gottlieb Hedemann errichtet. 1967 wurde das Gebäude rekonstruiert.
Der im Zweiten Weltkrieg zerstörte Renaissancebau Bolfrashaus wurde 2012 rekonstruiert.
Die mehrfach umgenutzte ehemalige Brauerei Ferdinandshof wird seit 2017 saniert und soll 2019 fertiggestellt sein.

#### Denkmäler

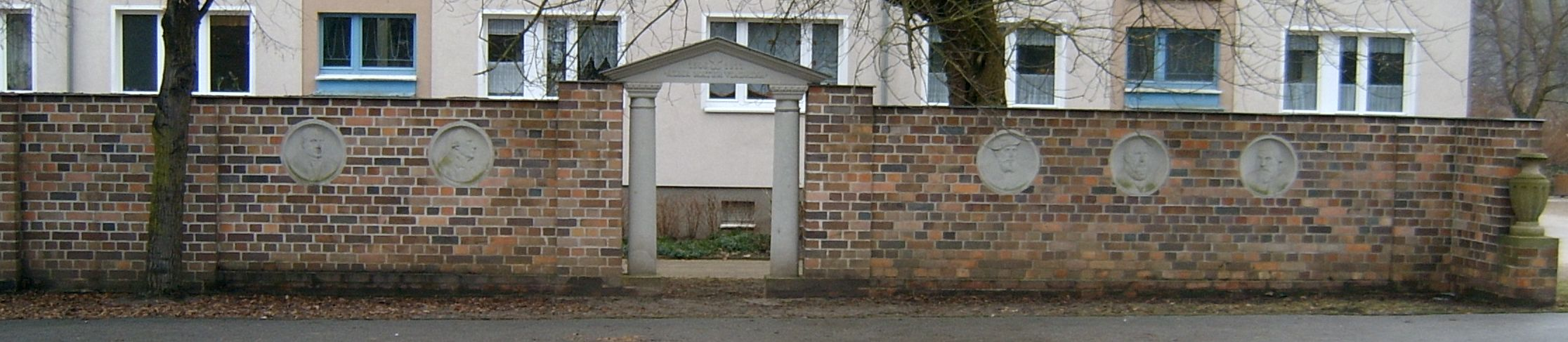
Reliefwand Geschichte der Alten Universität

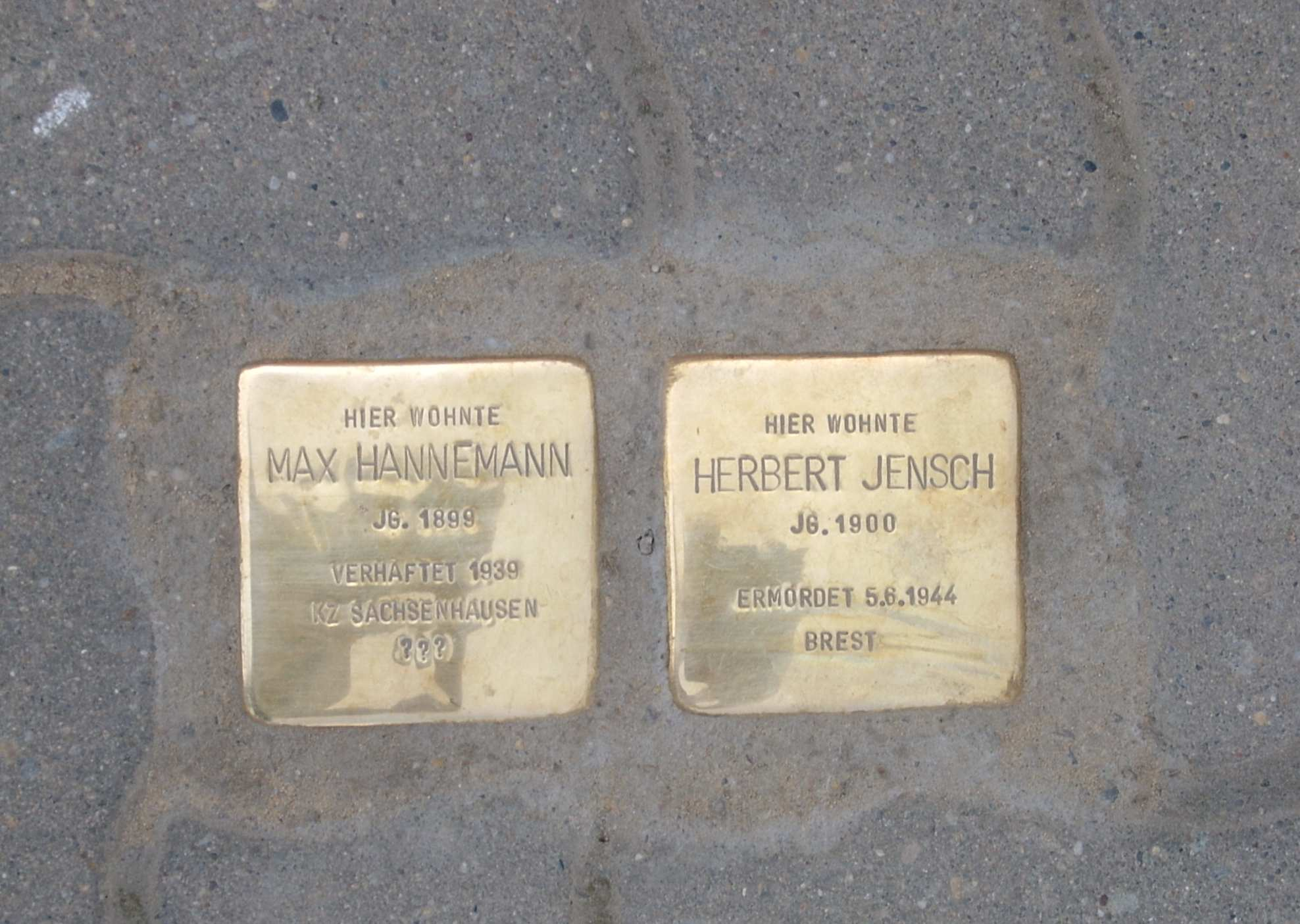
Stolpersteine vor der Kleinen Oderstraße 7

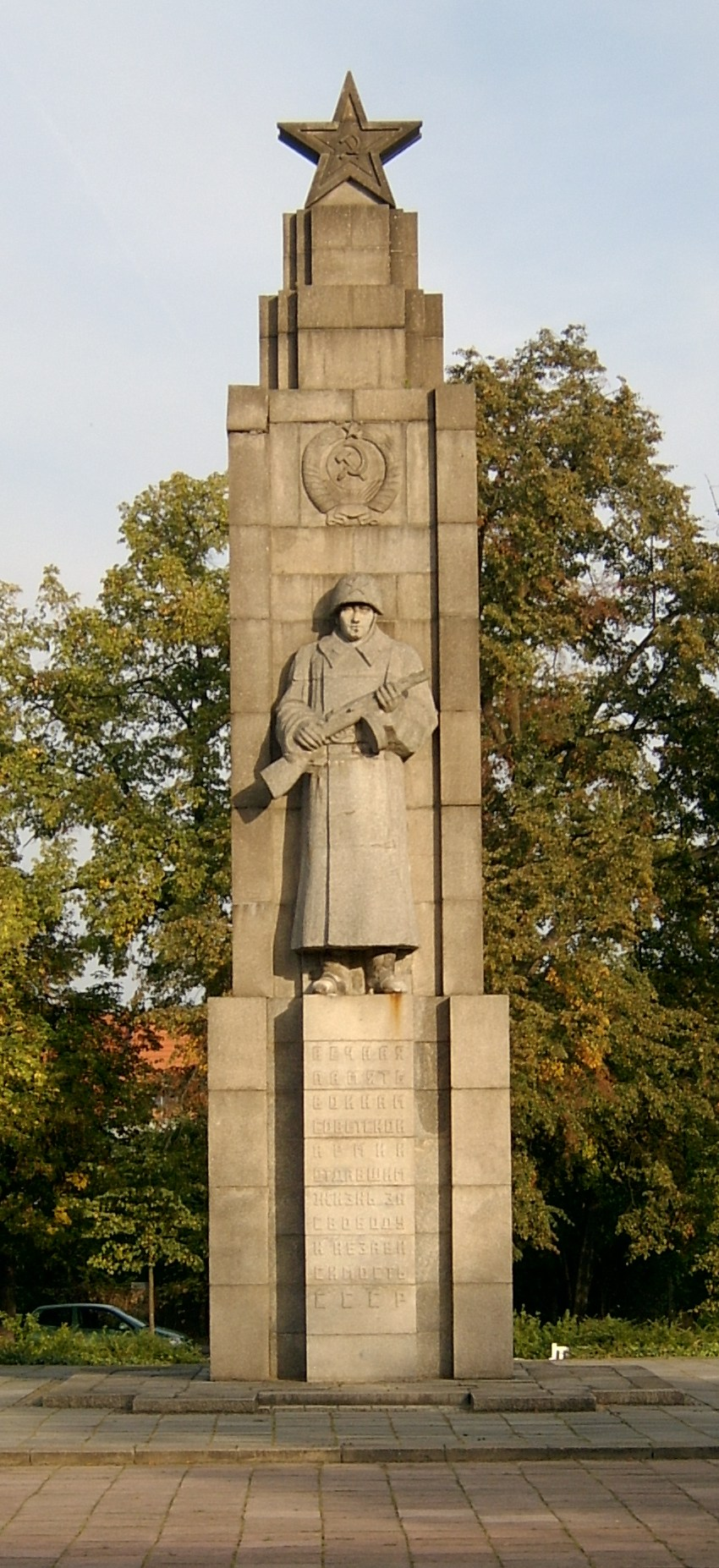
Mahnmal für die gefallenen sowjetischen Soldaten

- Die Friedensglocke (Frankfurt (Oder)) wurde von der CDU der DDR zum 6. Parteitag im Oktober 1952 zur Erinnerung an die Unterzeichnung des Oder-Neiße-Friedensvertrages gestiftet.[26][60] Sie ist somit ein Symbol der Freundschaft für die deutsch-polnischen Beziehungen. Jährlich am 1. September zum Weltfriedenstag wird sie traditionsgemäß geläutet.
- Am Rand des Lennéparks befindet sich die Reliefwand Geschichte der Alten Universität. Die rund zehn Meter lange Wand aus Sandstein wurde in den 1980er Jahren von Walter Kreisel geschaffen. Die Stadt hatte den Künstler beauftragt, allerdings dauerte es vier Jahre vom ersten Entwurf bis zur Fertigstellung. Die Wand zeigt Porträts alter Professoren, und es befindet sich das nachempfundene Portal der alten Universität in der Mauer. Das Portal befindet sich an der Stelle des ehemaligen Kollegienhauses, das 1962 abgerissen wurde.
- Unweit des Bahnhofes befindet sich das Eisenbahnerdenkmal. Es erinnert an die gefallenen Eisenbahner des Ersten Weltkrieges und der folgenden Grenzlandkämpfe. Der Beschluss zur Spendensammlung für das Ehrenmal wurde vom Bezirksverband der Eisenbahner 1931 einstimmig angenommen. Der Entwurf stammt vom Reichsbahnrat und Architekten Wilhelm Beringer, die Ausführung lag beim Bildhauer Georg Fürstenberg. Die drei Stelen symbolisieren dabei die Direktionsbezirke Posen, Westpreußen und Danzig, der gemeinsame Sockel die Vereinigung in der Reichsbahndirektion Osten. Die Einweihung erfolgte am 3. Juli 1932.[64]
- Ein Denkmal für die Opfer des Faschismus befindet sich in der Rosa-Luxemburg-Straße.[65]
- Die ersten sieben Stolpersteine zum Gedenken an die Opfer des Nationalsozialismus wurden am 8. Mai 2006 in Frankfurt in Bürgersteige eingesetzt.[66] In den folgenden Jahren wurden weitere verlegt.[67]
- Das Mahnmal für die gefallenen sowjetischen Soldaten des Zweiten Weltkrieges befindet sich im Park Der Anger südlich der Kirche St. Gertraud. Die dort zu lesende russische Inschrift bedeutet: Ewiges Andenken den Soldaten der sowjetischen Armee, die ihr Leben für die Freiheit und die Unabhängigkeit der Sowjetunion geopfert haben.[68] Eine weitere Inschrift auf der Rückseite besagt: Unsere Tat ist gerecht – wir haben gesiegt.[69]
- Beim Thomas-Müntzer-Hof steht ein Gedenkstein für Albrecht Zehme. Der Lehrer Albrecht Zehme (* 1828; † 1880) nahm aktiv an den Märzkämpfen 1848 in Berlin teil, war ab 1865 Prorektor der Oberschule und später Vorsitzender der Stadtverordnetenversammlung.[70]
- Das Karl-Marx-Monument befindet sich in der Karl-Marx-Straße am Rande des Lennéparks. Die Büste schuf Fritz Cremer. Das Denkmal mit dem eingemeißelten Spruch Die Theorie wurde zur materiellen Gewalt wurde zum 150. Geburtstag Marx’ am 5. Mai 1968 eingeweiht.[71]
- Für die Stasi-Opfer wurde in der Robert-Havemann-Straße im Frühjahr 1990 eine Gedenkplatte eingeweiht. Die ebenerdige Platte befindet sich damit vor der ehemaligen Bezirksverwaltung der Staatssicherheit.[71]
- Unweit der Försterei Eduardspring befindet sich ein Denkmal für Richard Burmeister. Dieser war in der Nacht vom 3. zum 4. März 1920 vermutlich von einem Wilderer angeschossen und schwer verletzt worden. Am 17. Mai 1920 erlag er im Krankenhaus seinen Verletzungen. Trotz einer versprochenen Belohnung von 3.000 Mark wurde der Täter nie gefasst. Am 17. Mai 1924 wurde der Gedenkstein mit der marmornen Gedenktafel eingeweiht. Zu lesen ist auf ihr Dem Andenken des pflichttreuen Stadtförsters Richard Burmeister ein Opfer feiger Hinterlist *30. Jullo 1865 † 17. Mai 1920.[72]
- Die Ernst-Thälmann-Gedenkstätte befindet sich am Rande des Kleistparks an der Fürstenwalder Straße. Die Gedenkstätte wurde am 15. April 1986 zum 100. Geburtstag Thälmanns eingeweiht. Die Thälmann-Büste wurde vom Bildhauer Walter Kreisel geschaffen. Im November 2019 wurde die Büste vom Sockel demontiert und gestohlen. Hinter der Gedenkstätte befindet sich ein Mausoleum der Familie Otto Stahl.[73]
- Das Mahnmal für den Frieden befindet sich in der Nuhnenstraße.
- Eine Gedenkplatte für Heino Goepel befindet sich am Marienbad II in der Dresdener Straße. Die Platte wurde 1993 bei der Sanierung des Bades angebracht, war aber möglicherweise bereits zuvor dort zu finden. Gedacht wird des Augenarztes, welcher von 1833 bis 1896 lebte und soziale Einrichtungen, darunter das erste Volksbad der Stadt Marienbad I, stiftete.[74]
- Die Gedenk- und Dokumentationsstätte Opfer politischer Gewaltherrschaft befindet sich in der Collegienstraße, in einer ehemaligen Strafvollzugseinrichtung. Es werden Einblicke in den Alltag des Strafvollzuges und in die Geschichte der Verfolgung politischer Gegner in Frankfurt (Oder) und der näheren Umgebung zwischen 1933 und 1989 ermöglicht.[75]

#### Kasernen
- Frankfurt (Oder) hat eine lange Geschichte als Militärstandort. Davon zeugen zahlreiche Kasernen, unter anderem Bülow-Kaserne, Eichhorn-Kaserne, Feldzeugmeister-Kaserne, Hindenburg-Kaserne, Horn-Kaserne, Kleist-Kaserne, Nuhnen-Kaserne und Ziethen-Kaserne.

#### Brücken
- Die Oder überqueren in Frankfurt (Oder) eine Stadtbrücke für Fußgänger und Personenverkehr, eine Autobahnbrücke und eine Bahnbrücke. Auf die Insel Ziegenwerder führen eine 1996 neu errichtete Brücke mit einer Spannweite von 68,20 Metern sowie eine weitere kleinere Brücke.

#### Brunnen
- Frankfurt (Oder) verfügt im Laufe der Zeit über etwa 30 Schmuckbrunnen, von denen etwa 20 erhalten sind. Der größte Brunnen war die Fontänenanlage auf dem Brunnenplatz, der im Volksmund „Panzersperre“ genannt wurde. Die bekanntesten Brunnen sind der Comic-Brunnen am Brunnenplatz (2000), der Sieben-Raben-Brunnen neben dem Rathaus (2003) und der Alinenbrunnen auf dem Stiftsplatz (1887).

### Sport

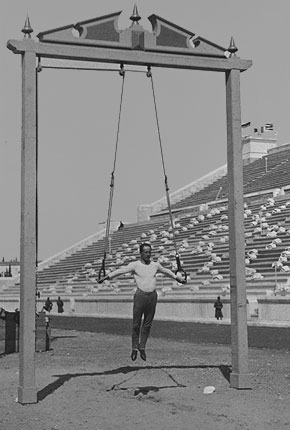
Hermann Weingärtner bei den 1. Olympischen Spielen der Neuzeit

Frankfurt (Oder) ist ein Zentrum des Sports im Land Brandenburg. Neben dem Olympiastützpunkt, der Bundeswehrsportfördergruppe und der Sportschule treiben in den 13 Landesleistungsstützpunkten und den 83 im Stadtsportbund zusammengeschlossenen Sportvereinen über 10.000 Mitglieder Spitzen- und Breitensport. Eine herausragende Rolle im Vereinssport spielt die Frankfurter Sportunion 90, die ein Drittel aller Sporttreibenden der Stadt, insbesondere der Spitzensportler, vereint. Die Stadt verfügt über zwei Stadien, das Stadion der Freundschaft und das Fritz-Lesch-Stadion, mit insgesamt etwa 5.000 Sitz- und 12.000 Stehplätzen (2014). Hinzu kommen 14 Großfeldplätze.
Hermann Weingärtner aus Frankfurt (Oder) gewann bei den 1. Olympischen Spielen in Athen 1896 drei Goldmedaillen im Turnen. Als Zentrum des Boxsports wurde die Oderstadt durch den Profiboxweltmeister und heutigen Ehrenbürger der Stadt Henry Maske wie auch durch den Profiboxer Axel Schulz weltbekannt. Erfolgreichster Vertreter des traditionsreichen Ringerzentrums ist der heutige Bundestrainer Maik Bullmann, Olympiasieger 1992 und dreifacher Weltmeister. Die Frauen des Frankfurter Handball Club wurden 2004 Deutscher Meister. Der Frankfurter Sportschütze Manfred Kurzer, Schützengilde Frankfurt a.d. Oder 1406, wurde 2004 in Athen Olympiasieger in der Disziplin Laufende Scheibe. Wichtigster Fußballverein ist der in der Saison 2023/24 in der Brandenburg-Liga spielende 1. FC Frankfurt.

### Regelmäßige Veranstaltungen

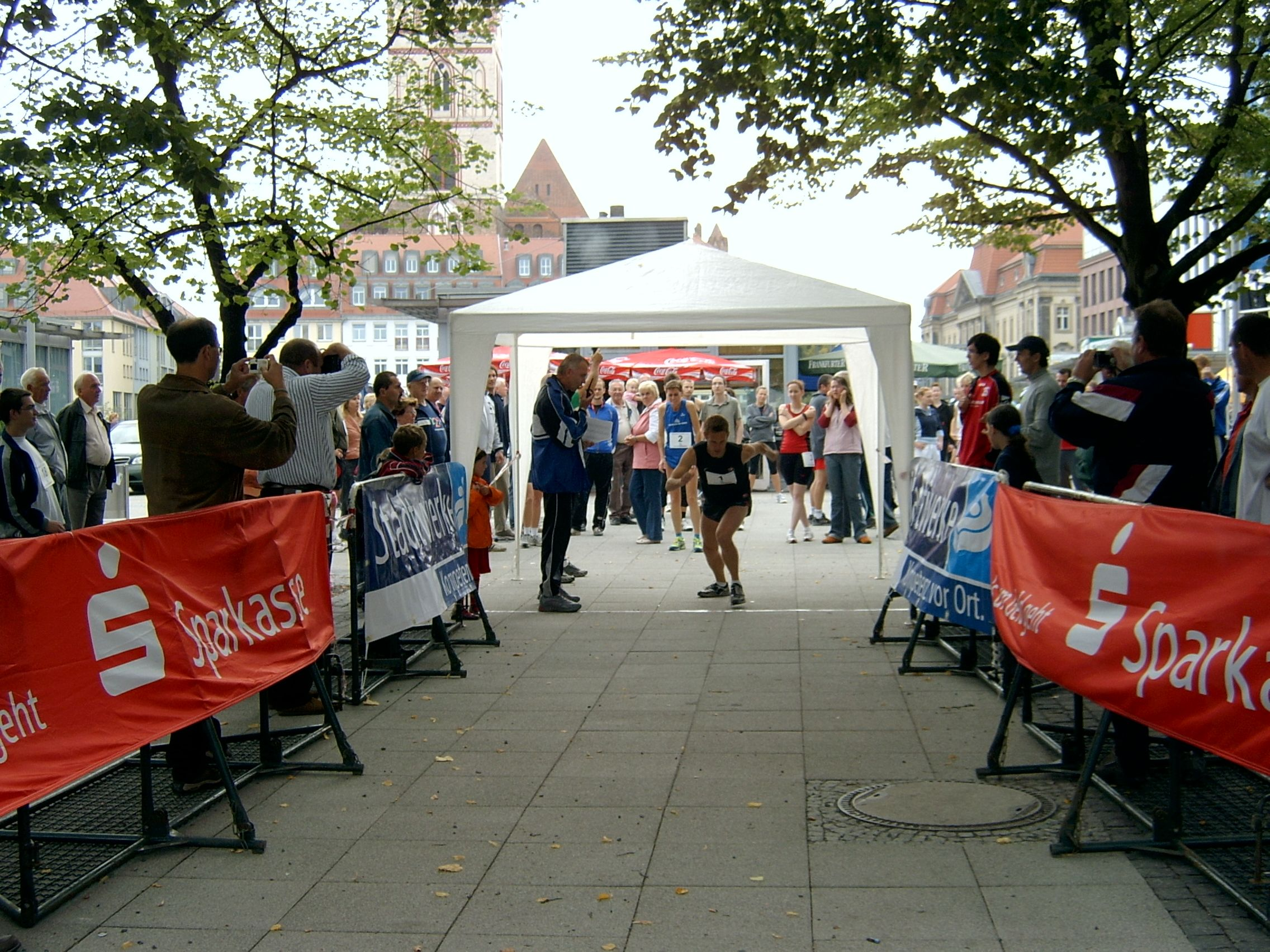
Start des Oderturmlaufes 2006

- Seit 2002 findet jährlich der Oderturmlauf statt. Der Startplatz liegt am Brunnenplatz, und nach etwa 150 Metern beginnen die Teilnehmer die 511 Stufen des Oderturms zu erklimmen. Den Rekord hält Markus Rebert aus Frankfurt (Oder) mit 2:26 Minuten, welchen er 2009 aufstellte.[76] Sieger des ersten Laufes war am 22. September 2002 Holm Kunze.[77]
- Seit 1965, noch unter dem Namen Frankfurter Festtage der Musik, gibt es jährlich ab 1966 die Musikfesttage an der Oder. Ins Leben gerufen wurden sie von der Musikgesellschaft „Carl Philipp Emanuel Bach“, die seit vielen Jahren das musikalische Erbe des zweiten Bach-Sohns pflegt.[78]
- Seit 2013 findet jährlich Ende April / Anfang Mai das drei-wöchige studentisch organisierte Kunstfestival ART an der Grenze statt, welches primär Werke deutscher und polnischer Künstler aus der Region ausstellt und im Rahmenprogramm verschiedene kulturelle Angebote darbietet.[79]
- Jährlich Ende Mai/Anfang Juni findet das Theaterfestival der Europa-Universität Viadrina Unithea mit jungen Ensembles an verschiedenen Orten statt.[78]
- Seit 1992 gibt es jährlich im Oktober die Kleist-Festtage. Dabei werden zu Ehren von Heinrich von Kleist Theater, Lesungen, Spektakel, Musik und Pantomime aufgeführt.[78]
- Seit 2004 findet das Europäische Festival für Lied – Weltmusik transVOCALE in Frankfurt (Oder) und Słubice statt.[78]
- Jährlich im Juli findet das HanseStadtFest „Bunter Hering“ statt, dessen Titel an eine mittelalterliche Sage anknüpft.
- Seit 2010 findet jährlich im August die Kleine Parknacht im Lennépark statt.

### Grünflächen und Naherholung

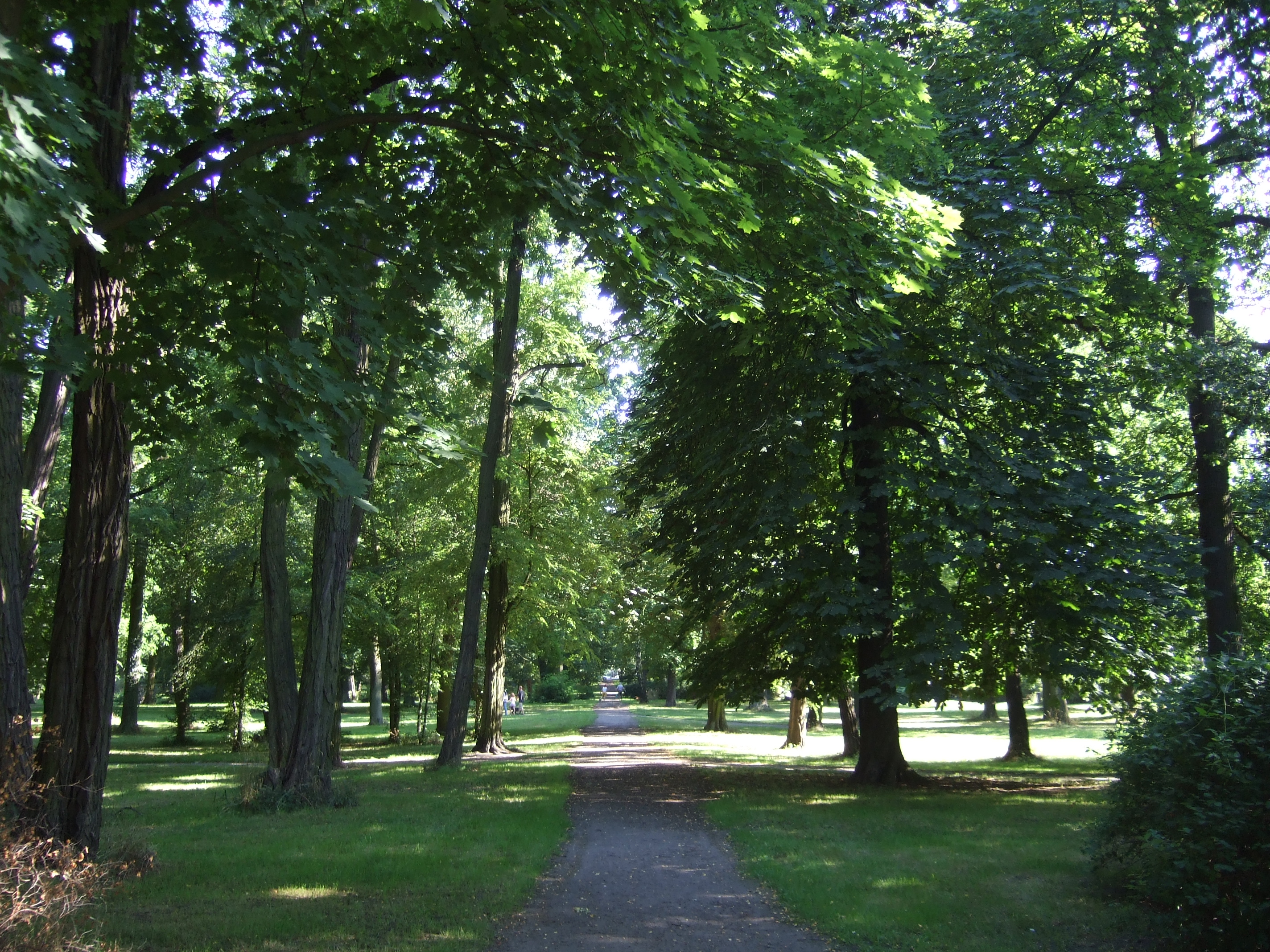
Kleistpark

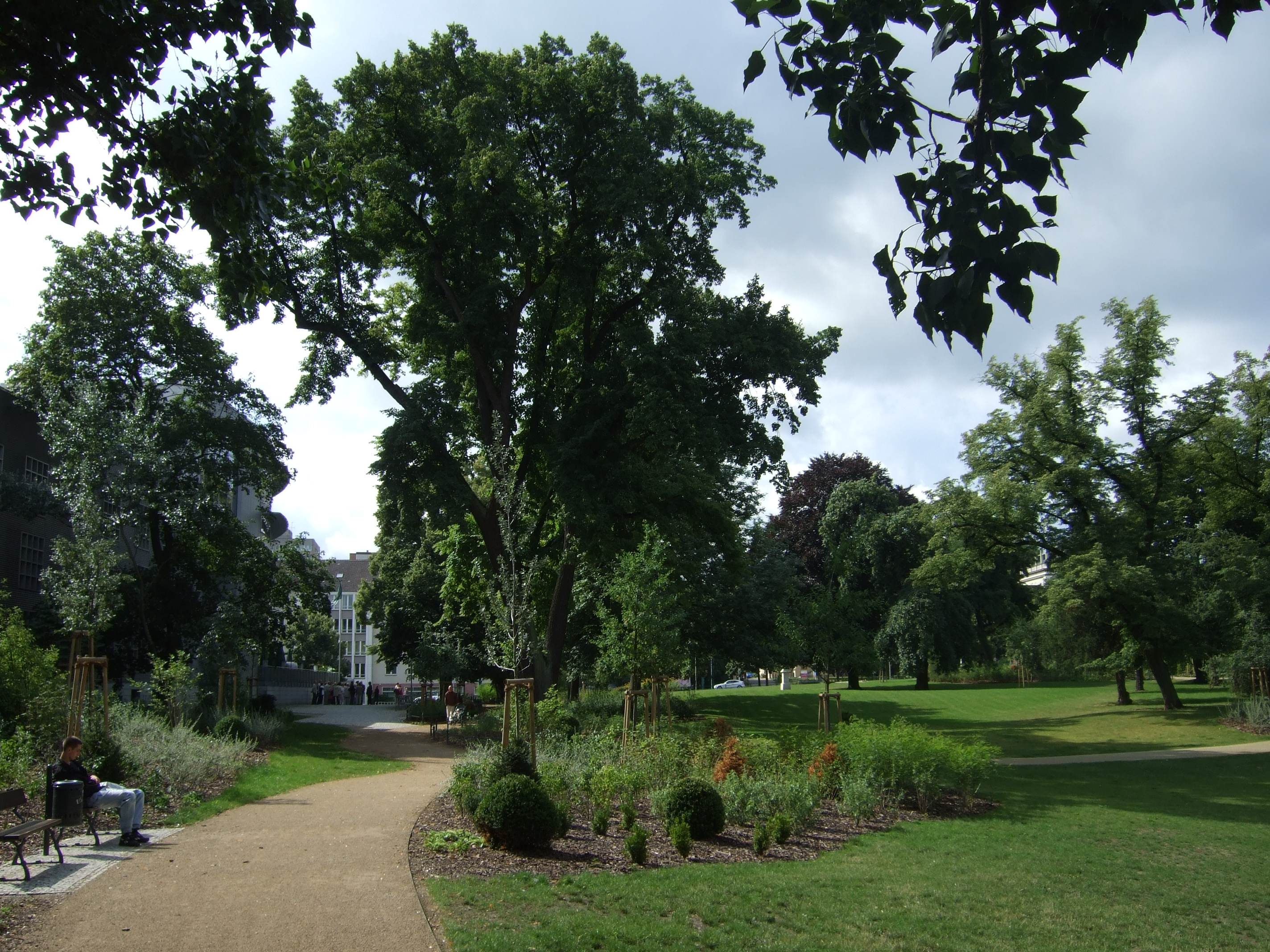
Lennépark

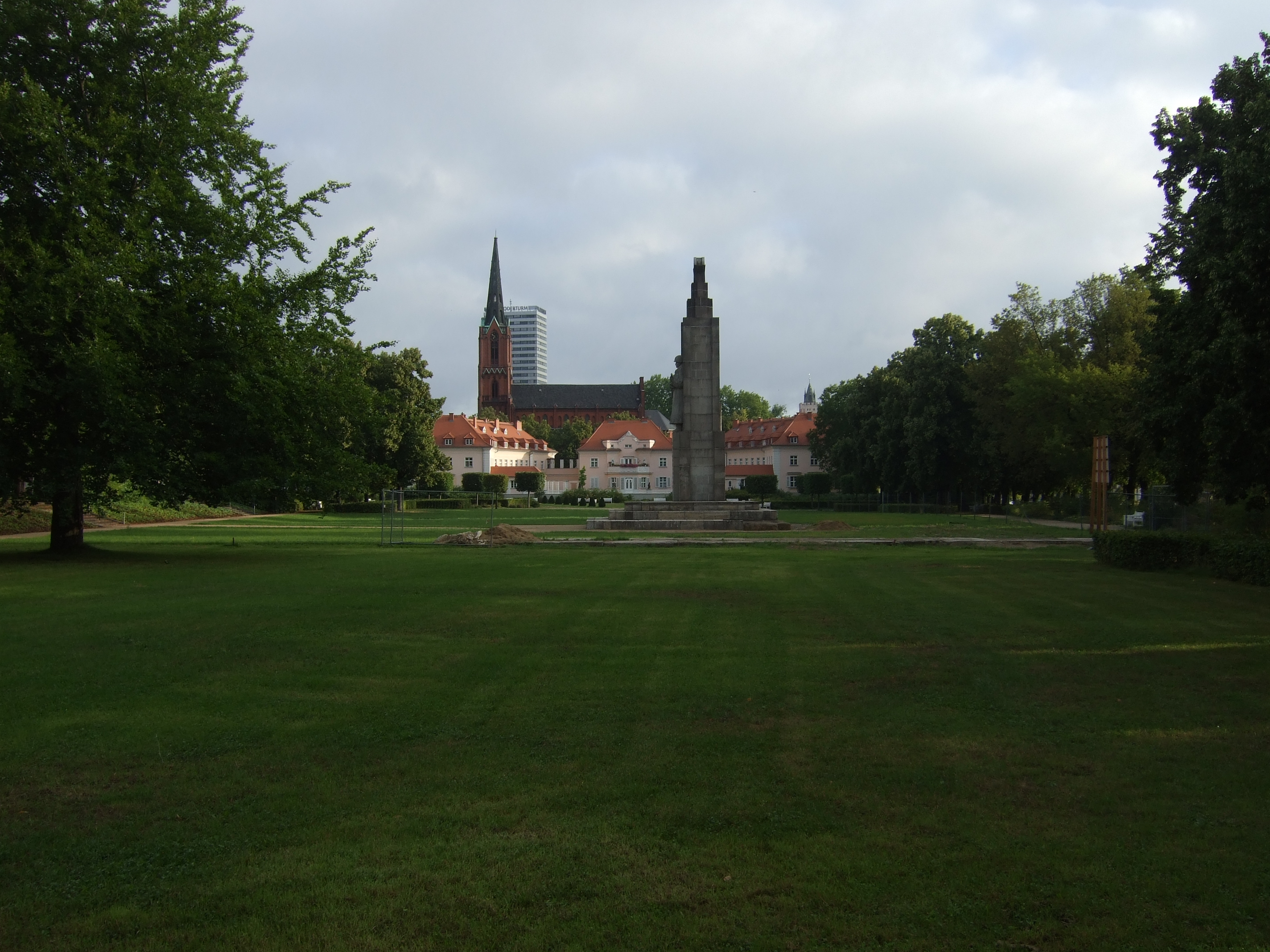
Anger

- Der Kleistpark (6,9 ha)[14] im Stadtteil „Obere Stadt“ wurde 1953 auf einem Teil des Geländes des alten Stadtfriedhofes von 1802 geschaffen. Er weist alte Baumbestände, Spielplätze und mehrere Gedenk- und Grabsteine auf.
- Der Lennépark (8,3 ha) im Zentrum Frankfurts wurde zwischen 1834 und 1845 nach Plänen Peter Joseph Lennés an Stelle der alten Wallanlagen angelegt.[80] Der Park im englischen Stil weist sehr alte Baumbestände, einen künstlichen Wasserfall, Fließe, Teiche und eine Fontäne, Plastiken und Spielplätze auf. Der zweitälteste Bürgerpark Deutschlands ist als Gartendenkmal ausgewiesen.
- Der Lienaupark (2,4 ha) im Zentrum nordwestlich des Lennéparks geht auf den Frankfurter Weingroßhändler und Politiker Martin Michael Lienau zurück.
- Der Ziegenwerder (14 ha) ist eine als Park gestaltete Flussinsel in der Oder.
- Der Botanische Garten (4,8 ha) wurde in den 1970er Jahren als Ausgleich für die Bodenversiegelungen bei der Verkleinerung des Kleistparks angelegt.
- Der Anger (4,3 ha) in der Gubener Vorstadt wurde 1923/1924 auf dem ehemaligen Exerzierplatz angelegt.
- Im Park an der St.-Gertraud-Kirche (1,9 ha) im Zentrum stehen mehrere Denkmale, darunter das für Heinrich von Kleist. Der Park geht auf Teile des Friedhofs der Gertraudengemeinde zurück.
- Auf dem Platz der Einheit (1 ha) im Zentrum steht heute das Kleist Forum.
- Das Arboretum (1,6 ha) in Neuberesinchen geht auf eine private Gartenanlage vor Errichtung des Stadtteils zurück.
- Der Frankfurter Stadtwald mit einer Fläche von etwa 760 ha befindet sich im Westen der Stadt zwischen Booßen und Rosengarten.
- Der Helenesee und die anderen Seen im Stadtgebiet und der näheren Umgebung, und die Parks der Stadt in den Stadtforsten oder der Eichwald bieten weitere Gelegenheiten zur Naherholung.
- Der Wildpark (16,3 ha) wurde 2000 in Rosengarten, am Eingang zum Stadtwald, angelegt.
- Der Zehmeplatz (0,24 ha) hieß ursprünglich Kleiner Wilhelmsplatz.
- Der Stiftsplatz (0,20 ha) verdankt seinen Namen dem Guhrschen Stift. In seiner Mitte steht der denkmalgeschützte zweischalige Alinenbrunnen aus Kalkstein.
- Der Platz der Republik (0,56 ha) hieß ursprünglich Wilhelmsplatz und entstand an Stelle der eingeebneten Stadtbefestigungen.
- Die Oderpromenade (3,9 ha) ist das mit Sträuchern, Bäumen, Kunstwerken und Kinderspielplätzen gestaltete, befestigte Oderufer, beginnend im Süden am Kleisthaus und sich bis zum Winterhafen im Norden hinziehend.
- Der Märkische Naturgarten (15 ha) ist ein Botanischer Garten im Frankfurter Ortsteil Güldendorf. Er wurde 1926 auf Betreiben des Volksbund Naturschutz auf dem ehemaligen Gelände des Gutsparks in einer stark gegliederten Moräne angelegt und am 2. Mai 1926 eingeweiht. Nachdem er ab 1953 nicht mehr gepflegt wurde, erfolgte 1990 eine Rekonstruktion.[81][82]
- Das Naturschutzgebiet Fledermausquartier Brauereikeller Frankfurt (Oder) (1,34 ha) liegt mitten im Zentrum der Stadt. Die Ruine einer Brauerei ist eines der größten und wichtigsten Winterquartiere für Fledermäuse in Brandenburg und sogar in Deutschland.

## Wirtschaft und Infrastruktur

### Allgemeines

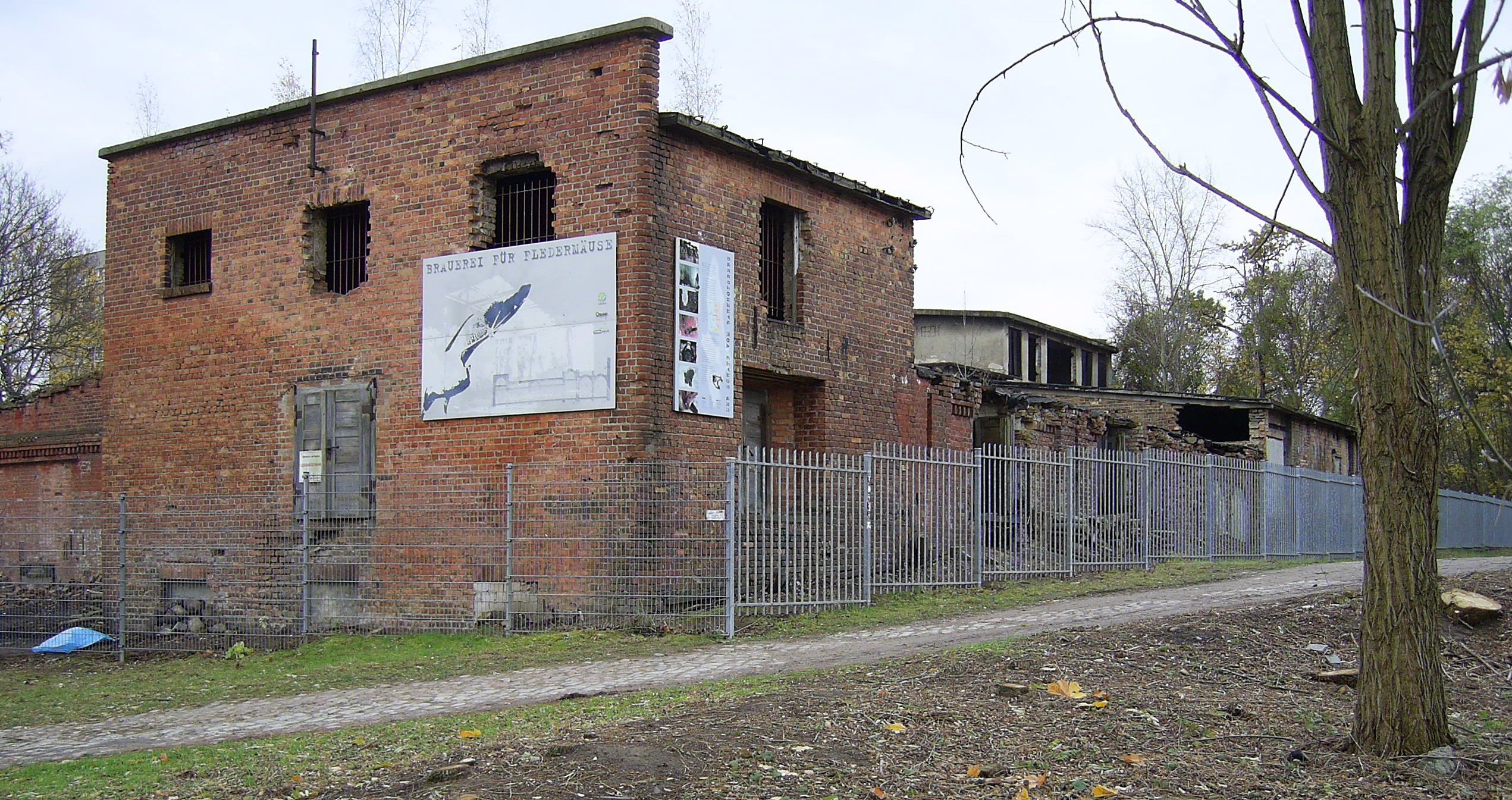
Die ehemalige Brauerei

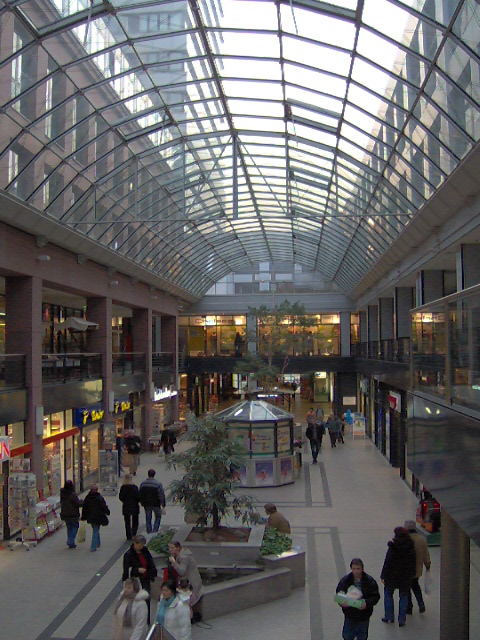
Shopping im Vorhaus des Oderturms

Die Stadt Frankfurt ist ein Wissenschafts- und Forschungsstandort. Mit dem Leibniz-Institut für innovative Mikroelektronik, das eine weltweit anerkannte Forschungseinrichtung im Technologiepark Ostbrandenburg ist, haben sich Unternehmen aus dem Bereich Mikroelektronik und Mikrosystemtechnik, Informations- und Kommunikationstechnik sowie der Umwelt- und Energietechnik angesiedelt. Der Wirtschaftsstandort ist einer von 15 Regionalen Wachstumskernen im Land Brandenburg. Dadurch werden ausgewählte zukunftsorientierte Branchen gefördert.
Unter den klassischen Wirtschaftszweigen sind unter anderem der Obstanbau (Äpfel) und der Orgelbau zu erwähnen.
Im Jahre 2016 erwirtschaftete Frankfurt, innerhalb seiner Stadtgrenzen, ein Bruttoinlandsprodukt (BIP) von 1,992 Milliarden Euro. Das BIP pro Kopf lag im selben Jahr bei 34.254 Euro pro Kopf (Brandenburg: 26.887 Euro, Deutschland 38.180 Euro) und lag damit unter dem nationalen Durchschnitt. Das BIP je Erwerbsperson betrug 53.355 Euro. In der Stadt waren 2016 ca. 37.300 Erwerbstätige beschäftigt.
Im Dezember 2018 betrug die Arbeitslosenquote 8,1 % (August 2013: 14,3 %).
Frankfurt (Oder) zählt zu den Gemeinden Brandenburgs mit der größten Schuldenlast. Ende 2020 betrugen die Verbindlichkeiten der Stadt 78,7 Millionen Euro – der zweithöchste Wert hinter Cottbus.

### Unternehmen

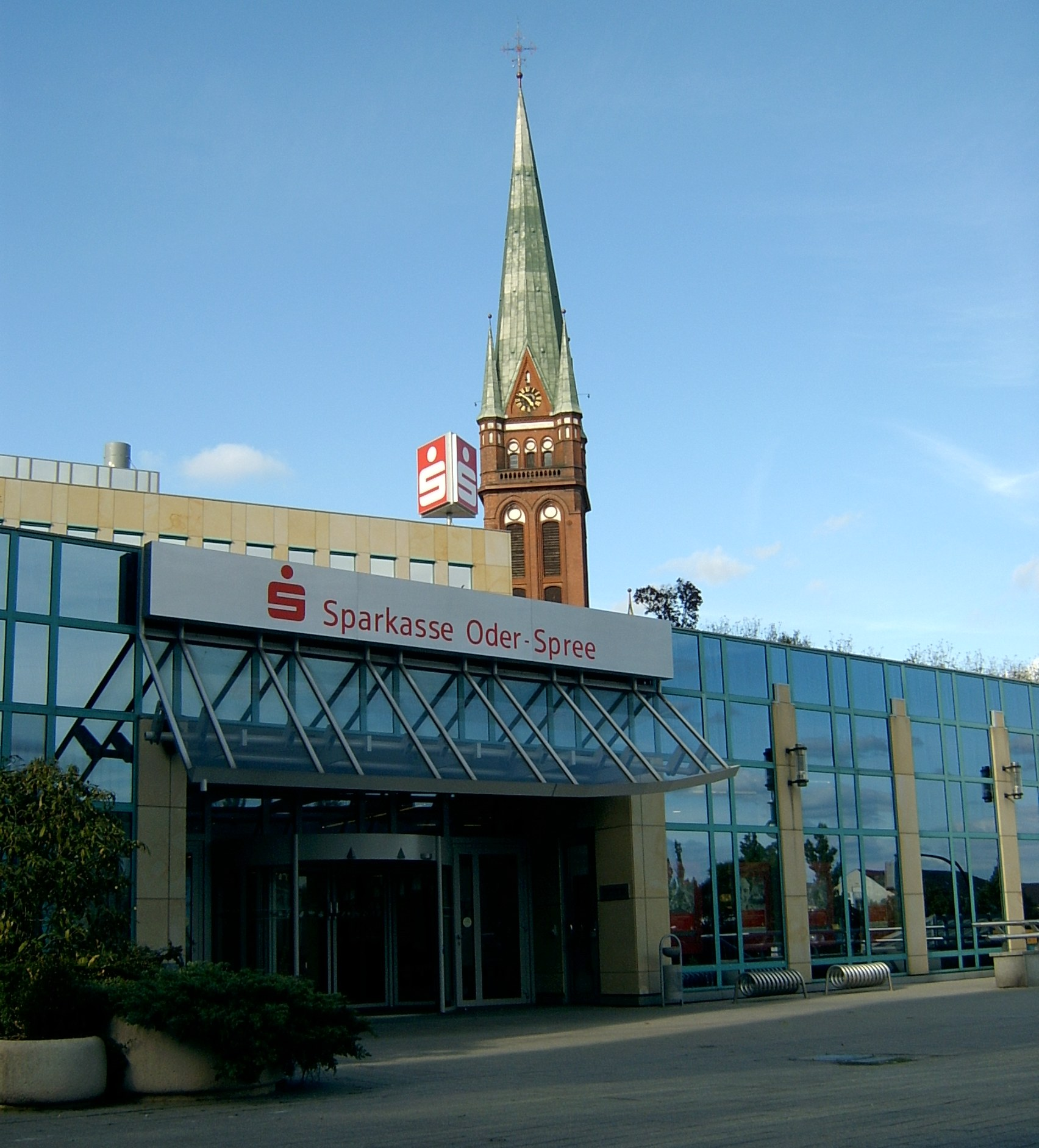
Sparkasse Oder-Spree in der Franz-Mehring-Straße

Wichtige ansässige Unternehmen sind:
- Frankfurter Brauhaus GmbH
- Klinikum Frankfurt (Oder), gehört zur Rhön-Klinikum AG
- Sparkasse Oder-Spree
- Yamaichi Electronics

### Medien
In Frankfurt wird als tägliche Regionalzeitung die Märkische Oderzeitung mit einer verkauften Gesamtauflage von knapp 100.000 Exemplaren (IVW) herausgegeben. Als Anzeigenblätter erscheinen Märkischer Markt (Gesamtauflage laut BVDA rund 315.000), Märkischer Sonntag (Gesamtauflage laut BVDA rund 315.000), der BlickPunkt Frankfurt (Oder) (Auflage der Lokalausgabe laut BVDA 54.000) und Der Oderland-Spiegel (Gesamtauflage rund 90.000 laut Verlagsangaben). Der rbb betreibt im Stadtzentrum ein Regionalstudio, in dem Hörfunk- und Fernsehbeiträge produziert werden. Der private Regionalfernsehsender Das Frankfurter Fernsehen erreicht über die örtlichen Kabelnetze (FAKS, Kabel Deutschland GmbH) etwas mehr als 35.000 Haushalte in und um Frankfurt (Oder). Seit 1. Januar 2020 sendet das Stadtradio Oderwelle.

### Öffentliche Einrichtungen

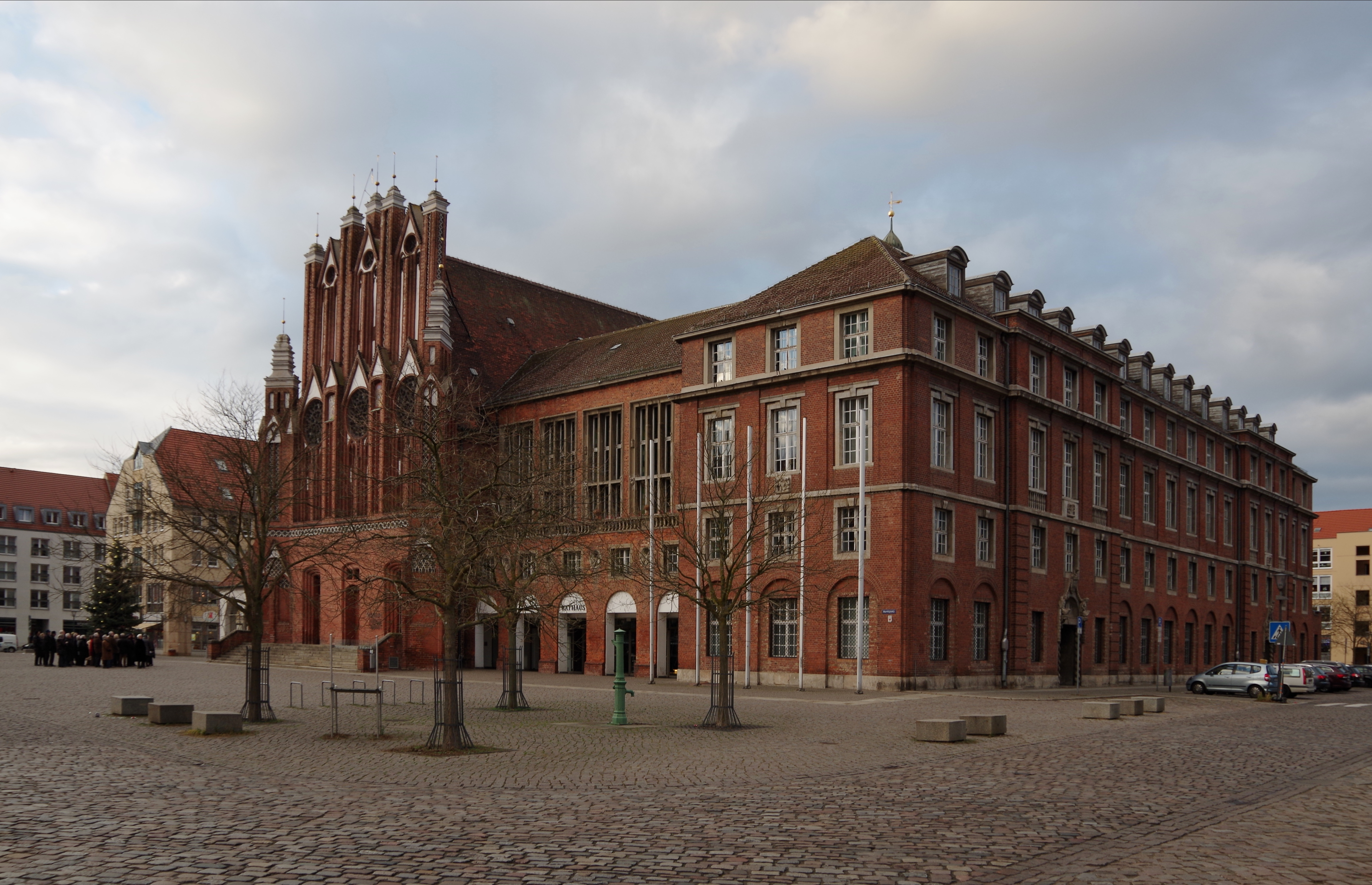
Das Frankfurter Rathaus

#### Staatliche Einrichtungen
- Amtsgericht Frankfurt (Oder)
- Arbeitsgericht Frankfurt (Oder)
- Landgericht Frankfurt (Oder)
- Sozialgericht Frankfurt (Oder)
- Verwaltungsgericht Frankfurt (Oder)
- Bundespolizeiinspektion Frankfurt (Oder)
- Polizeidirektion Ost mit Sitz in Frankfurt (Oder), Die Polizeidirektion kooperiert mit der polnischen Polizei. Im Rahmen der Kooperation werden Streifen von je einem polnischen und einem deutschen Polizisten gemeinsam absolviert.[86]
- Bundesamt für zentrale Dienste und offene Vermögensfragen Dienstsitz Frankfurt (Oder)
- Hauptzollamt Frankfurt (Oder) – Das Amt hat 1.015 Mitarbeiter (2005) und nahm 2005 sechs Millionen Euro an Zollerlösen und zusätzlich 1,5 Millionen Euro Tabaksteuer ein.[87]
- Landesversicherungsanstalt Brandenburg (Hauptverwaltung)

#### Feuerwehr
Am 1. Juli 1865 wurde eine besoldete Feuerwehr gegründet und für 500 Taler Lohn und freies Wohnen ein Turmwächter eingestellt. Die „Vereinigung von Feuerwehr und Straßenreinigungswesen“ erhöhte am 1. April 1880 die Anzahl der zur Verfügung stehenden Fahrzeuge. 1882 wurde ein mit 34 Feuermeldern ausgestattetes Telegraphie-System in Betrieb genommen. 1899 trat die Stadt dem Verband deutscher Berufsfeuerwehren bei und war damit eine der ersten Städte in Deutschland. Am 25. Februar 1909 wurde die Mannstärke um 14 auf 24 erhöht, und die Feuerwehr nannte sich nun Berufsfeuerwehr Frankfurt an der Oder. Das Gehalt betrug 80 Mark bzw. 110 für den Oberfeuerwehrmann. Eine 18 m lange Drehleiter, drei Wasserwagen und fünf Druckspritzen gehörten damals zur Ausstattung der Feuerwehr. Die erste Motorspritze wurde 1917 von Adam Opel Rüsselsheim angeschafft. Zur Unterstützung der Berufsfeuerwehr wurde 1934 eine Freiwillige Feuerwehr gegründet und die Feuerwehr in Feuerlöschpolizei umbenannt. Während der letzten Tage des Zweiten Weltkrieges wurde das Gebäude der Feuerwehr zerstört, und sie zog in die Handels- und Gewerbeschule um. 1950 wurde die Feuerwehr der Volkspolizei unterstellt. 1962 begann der Aufbau einer Tauchergruppe. Im Frühjahr 1968 wurde die neue Feuerwache in der Heinrich-Hildebrand-Straße nach zweijähriger Bauzeit bezogen. Zur Ausstattung gehörten elf Einsatzfahrzeuge. Das erste Löschfahrzeug für Frankfurt mit der Typbezeichnung LF 16, welches auf einem W 50-Fahrgestell basierte, wurde der Stadt übergeben. Am 3. Dezember 1990 wurde die Leitung der Feuerwehr von der Polizei an die Stadt übergeben. Am 1. Juni des folgenden Jahres führte die Feuerwehr das Dreischichtsystem ein.
Seit 1990 ist Helmut Otto Leiter des Amtes für Brand-, Katastrophenschutz und Rettungswesen.
Seit dem 1. Juni 2006 ist die Regionalleitstelle Oderland im Betrieb, die ihren Sitz im Katastrophenschutzzentrum in Frankfurt (Oder) hat. Sie disponiert die Notfallrettung, den Brandschutz und die technische Hilfeleistung sowie Krankentransporte und den Kassenärztlichen Bereitschaftsdienst in der kreisfreien Stadt Frankfurt (Oder), dem Landkreis Oder-Spree und dem Landkreis Märkisch-Oderland. Im Jahr 2009 begann die Komplettsanierung des 1968 bezogenen Hauptgebäudes. 2012 war schließlich der gesamte Bereich der Wache fertiggestellt. Die Stadt Frankfurt (Oder) betreibt eine Berufsfeuerwehr und acht Freiwillige Feuerwehren.
Als Zivilschutz wird jeden ersten Mittwoch eines Monats um 18:00 Uhr das Sirenennetz geprobt.

### Bildung

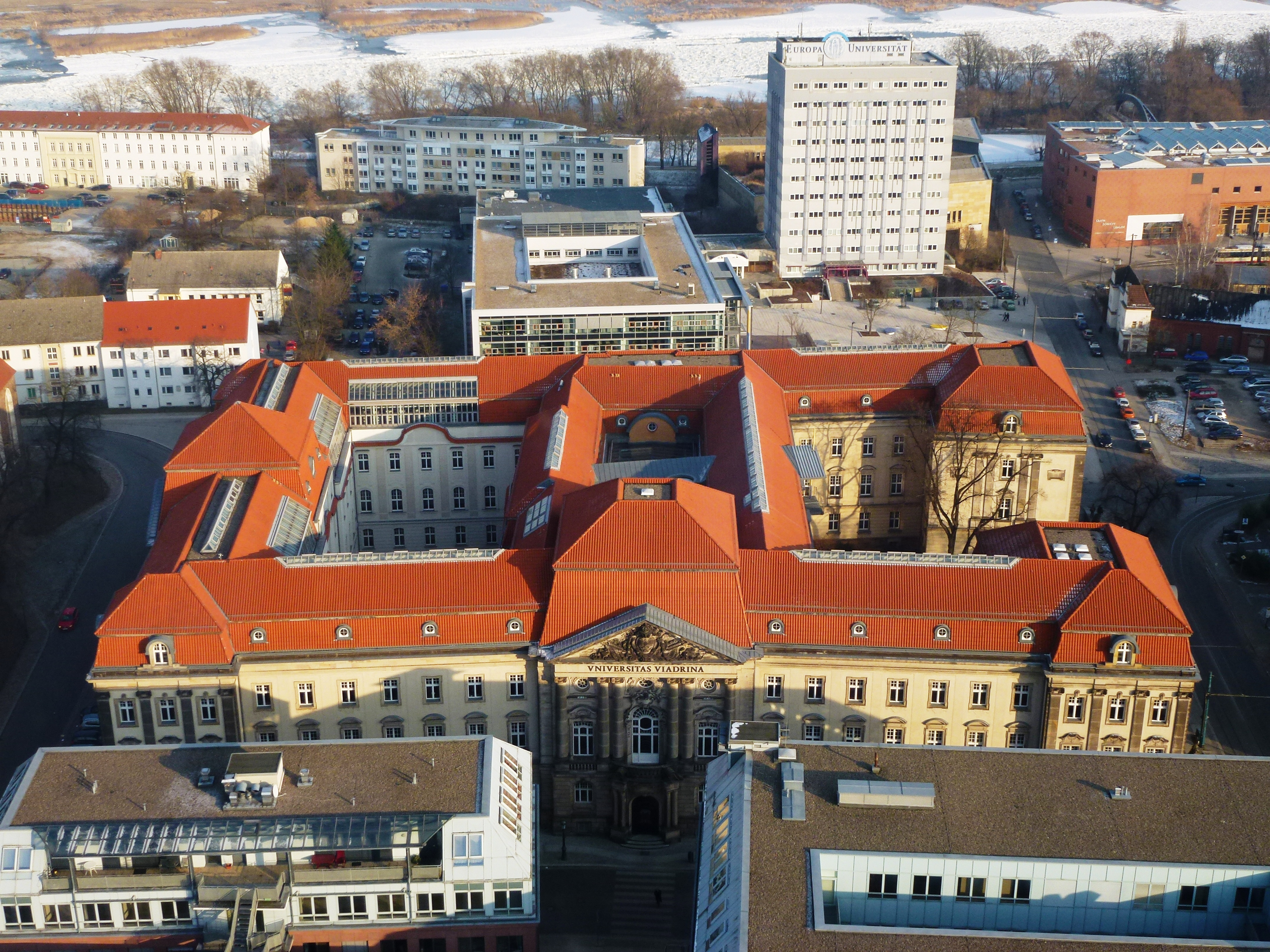
Hauptgebäude der Europa-Universität Viadrina von der 24. Etage des Oderturms aus gesehen

- Europa-Universität Viadrina mit dem Collegium Polonicum
- Leibniz-Institut für innovative Mikroelektronik (IHP GmbH)
- Stadt- und Regionalbibliothek Frankfurt (Oder)
- Kunst&KulturWagen (als öffentliches Bücherregal genutzter Wohnwagen im Ehrenhof der Europa-Universität Viadrina)
- Volkshochschule Frankfurt (Oder)
- Musikschule Frankfurt (Oder)
- Schulen in Frankfurt (Oder)

### Kinderbetreuung
1993 gab es 72 Kindertagesstätten. 2011 standen 38 Kindertagesstätten in Trägerschaft von 21 freien Trägern, sieben Kindertagespflegestellen sowie drei pädagogisch begleitete Spielgruppen zur Verfügung. Von den Kindertagesstätten waren fünf integrative Einrichtungen. Im Jahr 2000 öffnete mit der Eurokita der erste deutsch-polnische Kindergarten Frankfurts.

### Verkehr

#### Straßenverkehr
In Frankfurt steuern 60 Lichtzeichenanlagen den Verkehr, wovon 51 an das Verkehrsleitsystem angeschlossen sind. Die dichtbefahrensten Straßen sind die Leipziger Straße und Kieler Straße.
Das Straßennetz umfasst etwa 300 Kilometer.
Im Süden Frankfurts überquert die Bundesautobahn A 12 (Teil der Europastraße E 30) die Grenze nach Polen und geht dort in die Autostrada A 2 über. Frankfurt liegt im Einzugsbereich der Bundesstraßen B 5, B 87, B 112 und B 112n.

#### Schienenverkehr

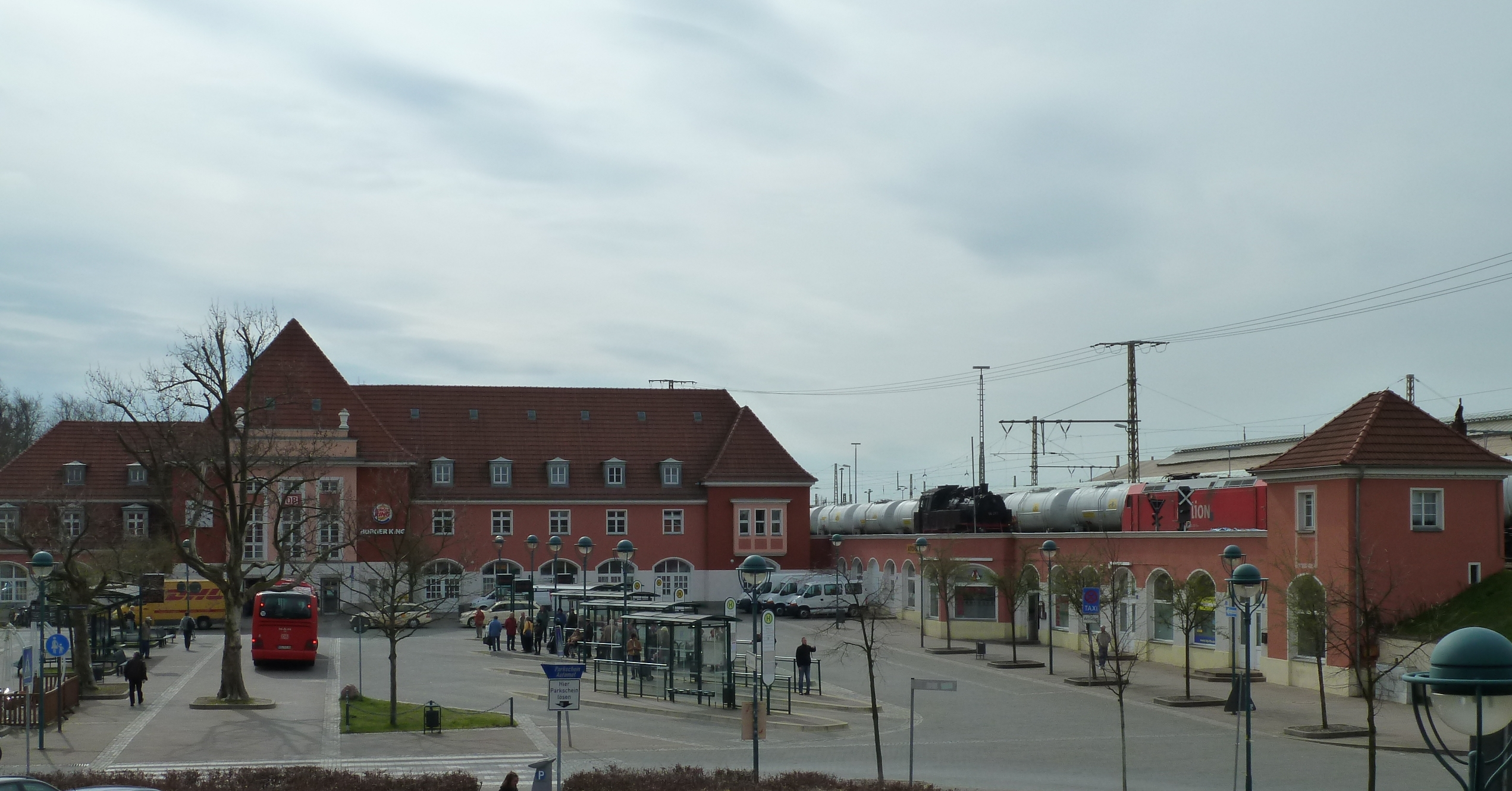
Bahnhof

Folgende Regionalbahnlinien des Verkehrsverbunds Berlin-Brandenburg berühren den Frankfurter Bahnhof:
- RE1:   Magdeburg – Brandenburg – Potsdam – Berlin – Frankfurt – Eisenhüttenstadt – Cottbus
- RE10: Frankfurt – Eisenhüttenstadt – Cottbus – Leipzig (mit Halt auf allen Unterwegshalten zwischen Frankfurt und Cottbus)
- RB36: Frankfurt – Müllrose – Beeskow – Wendisch Rietz – Königs Wusterhausen
- RB43: Frankfurt – Eisenhüttenstadt – Cottbus – Falkenberg (Elster)
- RB60: Frankfurt – Seelow – Wriezen – Bad Freienwalde – Eberswalde
- RB91: Frankfurt – Rzepin – Zielona Góra

Viele internationale Reisezüge fahren über die Bahnstrecke Frankfurt (Oder)–Poznań nach Posen und weiter in Richtung Warschau und Moskau, darunter die der EuroCity-Linie Berlin-Warszawa-Express. Die Regionalbahn-Verbindung nach Zielona Góra nutzt bis Rzepin denselben Streckenabschnitt. Damit ist Frankfurt (Oder) der wichtigste deutsche Eisenbahngrenzübergang nach Polen, über den etwa die Hälfte aller Grenzübertritte zwischen Deutschland und Polen erfolgt.
Außerdem hat Frankfurt weitere Bahnhöfe.

#### Öffentlicher Nahverkehr

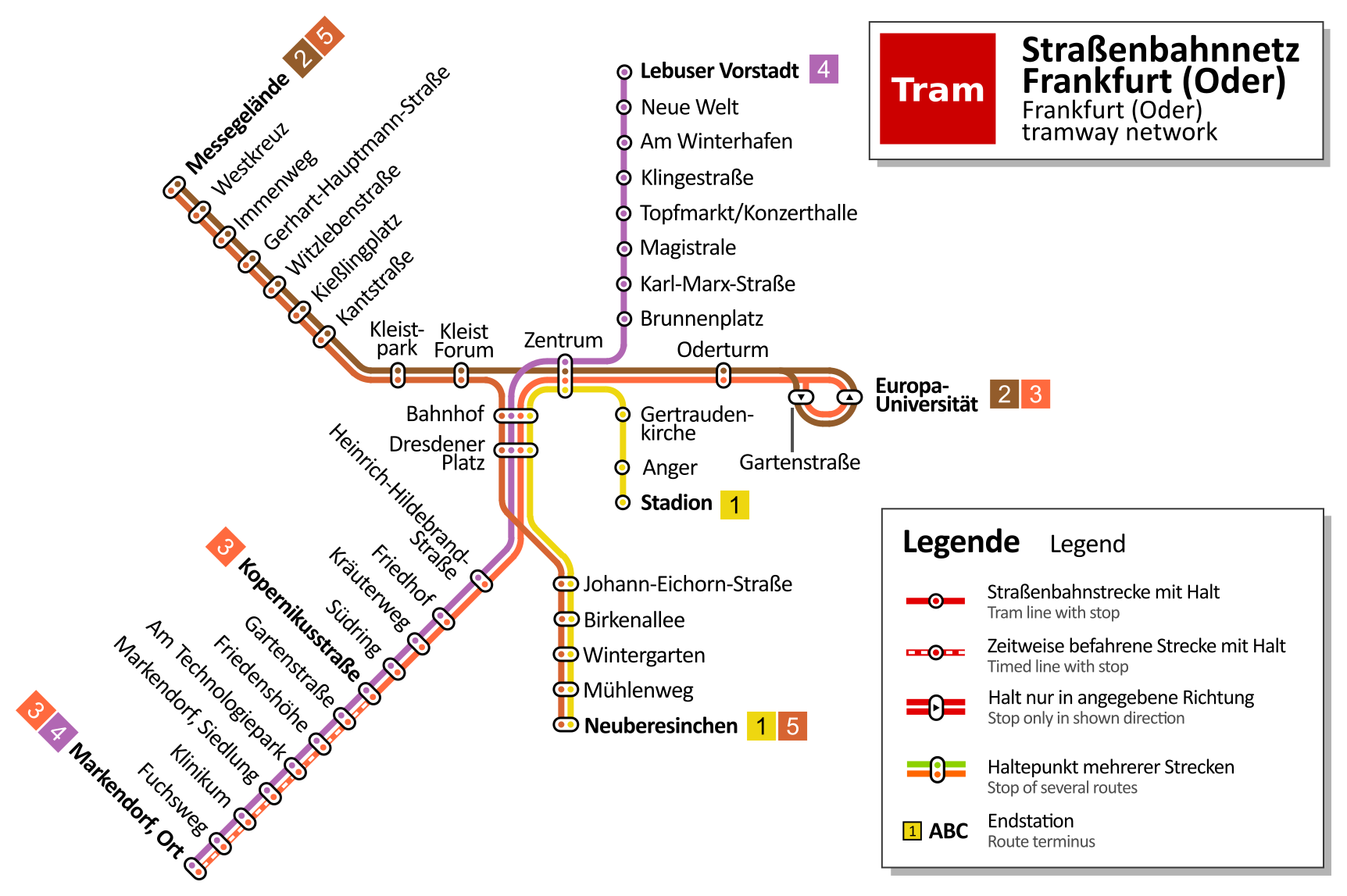
Netzplan der Straßenbahnlinien

Der innerstädtische ÖPNV wird durch Straßenbahn und Omnibus wahrgenommen. Der Betreiber der Straßenbahn- und Buslinien ist die Stadtverkehrsgesellschaft mbH Frankfurt (Oder). Die Straßenbahnlinien verkehren im 20-Minuten-Takt, sodass sich wochentags auf den meisten Strecken ein 10-Minuten-Takt ergibt. Die Linien 1, 2 und 4 verkehren auch am Wochenende.
Die Stadtverordnetenversammlung beschloss am 3. Februar 2005 mit knapper Mehrheit den Ausbau des Straßenbahnnetzes über den Grenzfluss Oder hinweg nach Słubice. Bei einer Bürgerbefragung am 22. Januar 2006 stimmten etwa 83 % aller teilnehmenden Wähler gegen dieses Straßenbahn-Projekt nach Słubice. Daraufhin entschloss sich im Februar 2006 die Stadtverordnetenversammlung von Frankfurt (Oder), den Beschluss vom 3. Februar 2005 aufzuheben.
Am 9. Dezember 2012 startete die Buslinie 983 zwischen Frankfurt und Słubice. Im Februar 2013 war sie die am drittstärksten genutzte Buslinie der Stadtverkehrsgesellschaft Frankfurt (SVF).

## Persönlichkeiten

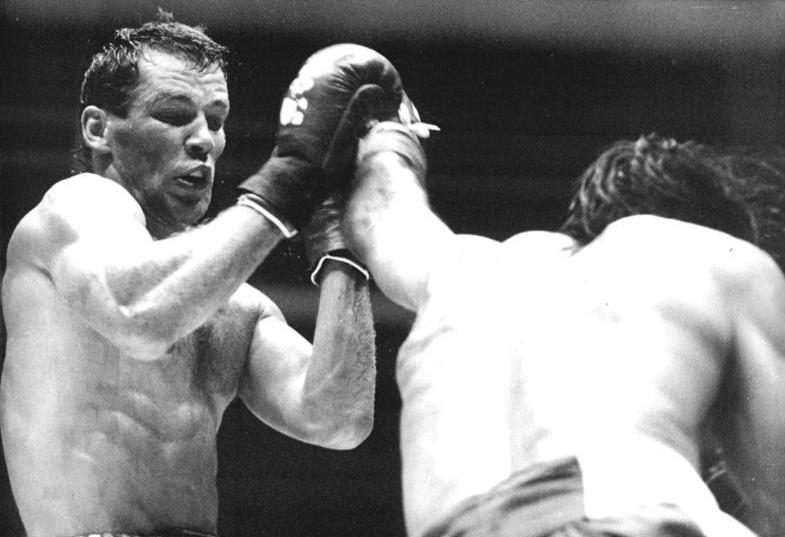
Henry Maske, seit 1995 Ehrenbürger der Stadt

In Frankfurt (Oder) geboren wurden unter anderen der Dichter Heinrich von Kleist, der Philosoph Alexander Gottlieb Baumgarten, der Offizier Erich Hoepner, der Militärmusiker Gottfried Piefke und der Architekt Konrad Wachsmann. Hier wirkten der Komponist und Organist Carl Philipp Emanuel Bach, der Naturforscher Alexander von Humboldt und der Gelehrte und Staatsmann Wilhelm von Humboldt, der Humanist Ulrich von Hutten, die Boxer Henry Maske und Axel Schulz, der Pfarrer und Führer im Bauernkrieg Thomas Müntzer, der Diplomat und Gelehrte Martin Opitz, der Komponist, Musiktheoretiker und Musikverleger Michael Praetorius, der Offizier Hans Joachim von Zieten und der Publizist, Pädagoge, Politiker und Dichter Heinrich Zschokke sowie der Rapper Finch. In Frankfurt starben der Dichter Ewald Christian von Kleist und der preußische General Leopold von Braunschweig-Wolfenbüttel.
Das Ehrenbürgerrecht ist die höchste Auszeichnung der Stadt Frankfurt (Oder). Damit werden Persönlichkeiten geehrt, die sich weit über das normale Maß hinaus für die Stadt eingesetzt und Besonderes für die Stadt erreicht haben. Über die Verleihung entscheidet die Stadtverordnetenversammlung auf Vorschlag des Hauptausschusses mit Zweidrittelmehrheit. Die Verleihung des Ehrenbürgerrechtes ist in der „Satzung über die Auszeichnung für besondere Verdienste um die Stadt Frankfurt (Oder)“ geregelt. Die Stadtverordnetenversammlung kann Ehrungen aus wichtigen Gründen entziehen. Dies wurde nach Ende des Nationalsozialismus bei Karl Litzmann, Wilhelm Kube, Adolf Hitler und Paul von Hindenburg durchgeführt. Die Liste der Ehrenbürger ist auf der Website des Stadtarchivs einsehbar.

## DVD
- So entstand Frankfurt. 3D-animierter Film von Christoph Neubauer und dem Museum Viadrina zur Entstehungsgeschichte der Stadt. Chr. Neubauer Verlag, 2010, ISBN 978-3-9811593-7-0.